# Liste des parcs et jardins du Grand Nancy
Cet article recense les parcs, jardins, squares, espaces verts, places plantées d'arbres et promenades vertes de Nancy, ainsi que les parcs et jardins des autres communes de la métropole du Grand Nancy.

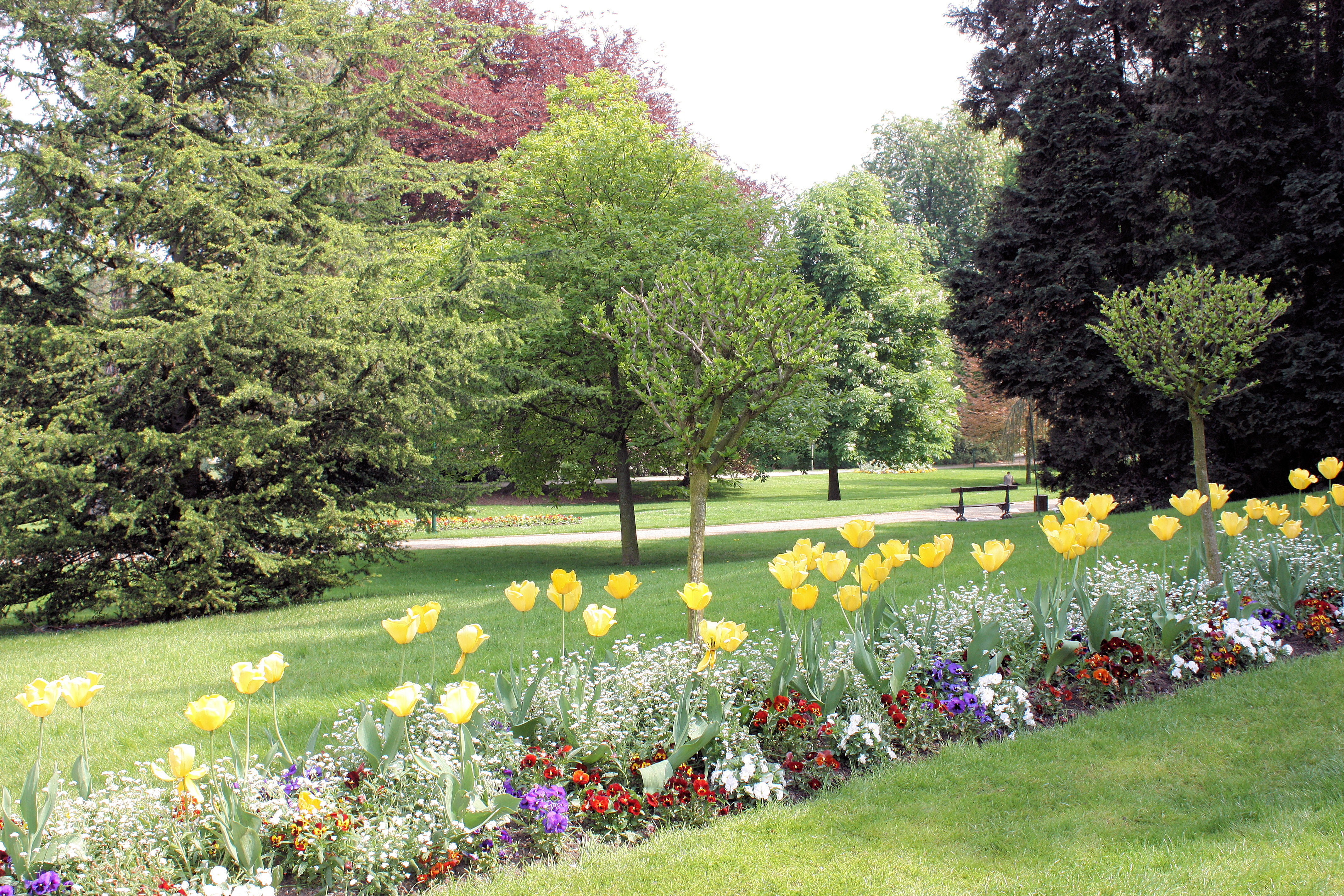
Parc de la Pépinière à Nancy

## Nancy

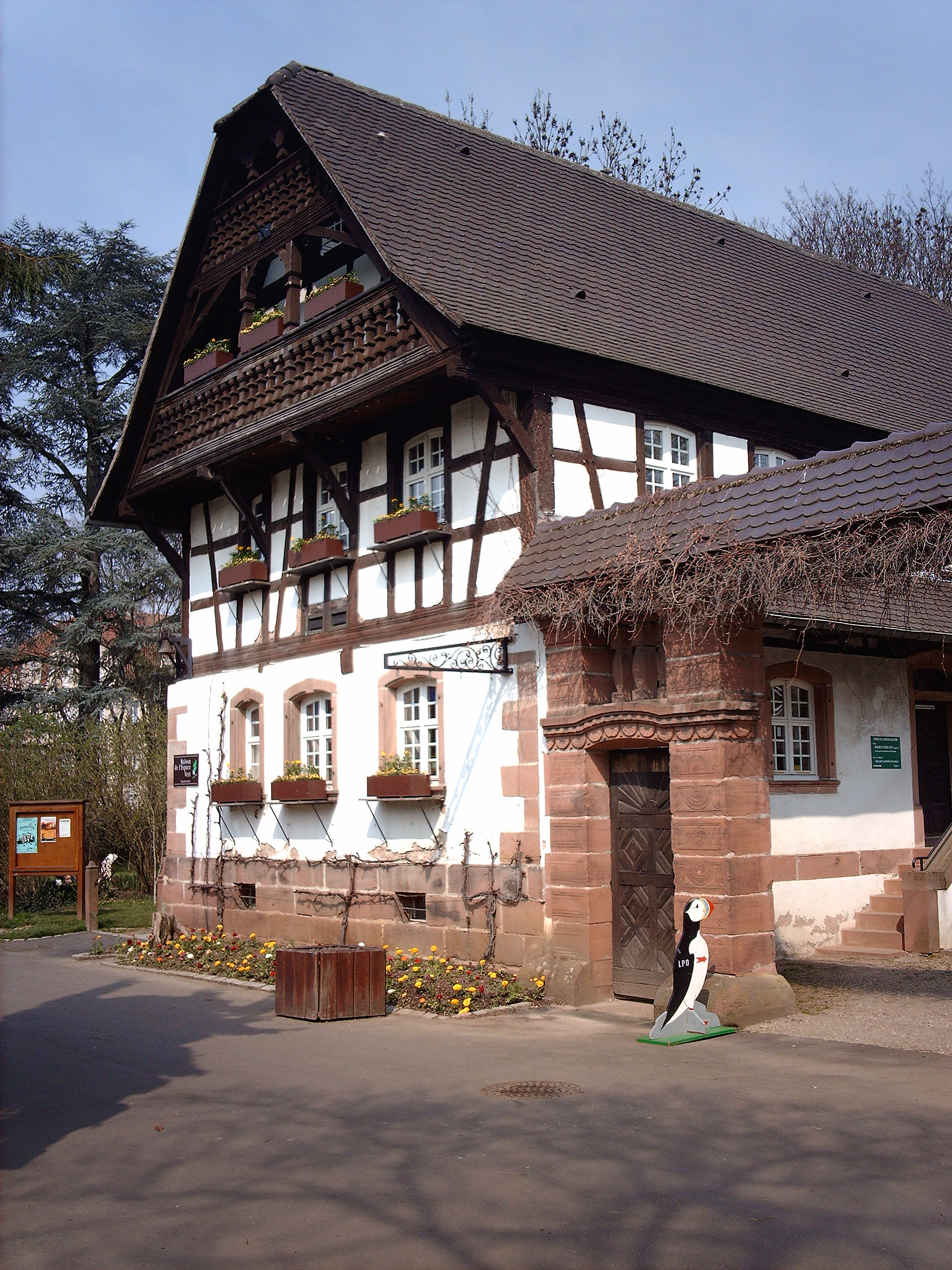
Maison de l'espace vert

La ville de Nancy s'est dotée en 1991 d'une “Maison de l'espace vert“,, et a élaboré un “Plan vert“, dont les objectifs sur 20 ans étaient, entre autres, de dépasser la moyenne de 10 m2 d'espace vert par habitant, et, dans tous les quartiers, de pouvoir rejoindre un jardin de proximité en moins de 10 minutes à pied.
En 2019, avec 320 hectares d'espaces de nature en ville (soit 31 m2 par habitant), dont 11 parcs, 13 jardins, 23 squares, 5 promenades et 34 395 arbres (soit un arbre pour trois habitants), Nancy est une des villes les plus vertes de France ; un espace vert public ou privé ouvert au public est accessible par tous les habitants en moins de 10 minutes à pied,. Au palmarès trisannuel des Villes vertes de l'Observatoire Unep-Hortis portant sur les 50 plus grandes villes françaises, Nancy se classe 4e pour la promotion des parcs et jardins en 2017, 9e pour le classement général et 5e pour la biodiversité en 2020.
Les parcs et jardins sont pour certains labellisés « Tourisme et handicap (moteur, mental, auditif et visuel) » (TH), EcoJardin (EJ), Jardin remarquable (JR), « Ensemble arboré remarquable » (EAR), référencés par le « Comité des Parcs et Jardins de France » (CPJF), inscrits (iMTÉ) ou classés (cMTÉ) au titre des sites selon le code de l'environnement du ministère de la Transition écologique, inscrits (iMH) ou classés (cMH) au titre des monuments historiques par le ministère de la Culture, et deux places plantées sont inscrites au Patrimoine mondial (PM). En 2022, sept parcs sont intégralement « espace sans tabac » (EST). Des aires de jeux (AdJ) sont installées dans 29 parcs, jardins, squares et espaces d'accompagnement d'immeubles, dont plusieurs prévues pour des enfants handicapés (AdJH), et deux entourées d'une zone non fumeur (AdJST) lorsque le parc n'est pas intégralement sans tabac. Certains parcs sont ouverts aux cyclistes (OC), et parfois équipés d'arceaux à vélos (AV). Plusieurs parcs ou jardins disposent de points d'eau potable (PEP) et quelquefois de sanitaires (Sa). L'accès des parcs, jardins publics et squares fermés par des grilles est soumis à des conditions horaires et météorologiques.

### Situation géographique par quartiers
Depuis 2015, la ville de Nancy est découpée en sept quartiers:
1. Plateau de Haye
2. Beauregard - Boufflers - Buthegnémont - Boudonville, dit « les 4B »
3. Poincaré - Foch - Anatole France - Croix de Bourgogne
4. Haussonville - Blandan - Mon Désert - Saurupt
5. Saint Pierre - René II - Bonsecours
6. Saint Nicolas - Charles III - Ville Vieille - Trois Maisons - Léopold, ou « Nancy Centre »
7. Rives de Meurthe

Le regroupement progressif des anciens quartiers de Nancy, dénommés pour la plupart d'après d'anciens villages ou faubourgs, aboutissant en 2015 à 7 quartiers administratifs, a effacé des noms de lieux ancrés dans la mémoire des Nancéiens depuis des décennies ; pour cette raison, quelques-uns sont conservés ci-dessous.

#### Plateau de Haye - Haut-du-Lièvre - Gentilly
- Jardin des sens Jean Schmitt[c]. Inauguré en 2004 dans l'enceinte de l'ALAGH (Association lorraine d'aide aux personnes gravement handicapées), ce jardin est conçu pour répondre aux aspirations des personnes en situation de handicap ; un travail a été réalisé au niveau de l'aspect des plantes pour éveiller les perceptions — visuelle, auditive, tactile et olfactive — des visiteurs. Entrée par le no 1661 avenue Raymond Pinchard et par l'arrière du collège Claude-Le-Lorrain.
- Parc de la Carrière. Parc de 17,5 ha, le deuxième de la ville en superficie après celui de la Pépinière, dessiné par l'architecte-urbaniste-paysagiste Alexandre Chemetoff sur le site de l'ancienne carrière Solvay[20], se continuant au nord sur le territoire de Maxéville. Une allée cyclable traverse le parc (OC, AdJ). Accès par l'avenue Raymond Pinchard (esplanade des sports Pierre de Coubertin, PEP), la rue Henry-Brun et la rue du Maréchal Pierre Koenig.
- Parc de Gentilly (EJ 2017), avenue du Rhin. Espace vert de 7,22 ha, proche d'installations sportives[21],[22].
- Square Georges Brassens (AdJ). Square non fermé de 3 100 m2 aménagé en 2003, situé entre la rue Gustave Eiffel et la place Alain-Fournier, face à l'espace boisé de la Renaudine. D'autres petits espaces verts comparables ont été aménagés depuis sur le Plateau de Haye dans le cadre de la démarche ÉcoQuartier avec le concours de l'Agence nationale pour la rénovation urbaine (ANRU)[23], mais n'ont pas reçu de nom particulier.

#### Beauregard - Boufflers - Buthegnémont - Boudonville - Scarpone - Libération
- Bois du Haut-du-Lièvre. Ce bois de hêtres et de chênes se situe sur le versant sud, abrupt, du plateau de Haye, connu aussi sous les noms de bois de la Croix-Gagnée et bois de la Renaudine, dans une zone escarpée et peu accessible préservée de la déforestation et de l'urbanisation des siècles précédents. Quelques chemins pentus mènent au quartier du Plateau de Haye[d].
- Jardins du Belvédère (EJ 2016). Deux jardins en forte pente créés en 1992 de part et d'autre de l'avenue de Boufflers. Le jardin du haut, no 112 avenue de Boufflers et no 4 rue Marquette, est situé sur l'emplacement d'un ancien réservoir des Eaux de Haye de 1902 ; le jardin du bas est presque en face du précédent, no 65 avenue de Boufflers, également accessible côté Laxou par le no 12 allée des Berdaines.
- Jardin des Sources, no 5 rue de la Colline. Petit jardin autour de l'édifice daté de 1896-1897 du réservoir des sources de Boudonville, planté de marronniers et de quelques arbres fruitiers, avec une antique piste de bowling.
- Parc Bonnet (EJ 2016, AdJ, EST, Sa). Espace de 2 720 m2 provenant d'un don à la Ville de Nancy en 1975. Entrées no 2 rue Saint-Bodon, no 4 rue du Moulin de Boudonville et no 40 rue de Boudonville.
- Parc du Carmel. Parc de 2,7 ha de l'ancienne propriété du comte Drouot puis des Carmélites de l'Assomption, Centre spirituel diocésain depuis 2008, no 10 rue du Carmel (parking).
- Parc de la Cure d'Air (EJ 2018, EST, AdJ, PEP, Sa), no 54 rue Marquette. Créé en 1900 sur la colline du Haut-de-Chèvre, à 300 m d'altitude, d'une superficie de 2,5 ha. Parc de repos pour les résidents de la maison de convalescence Saint-Antoine et parc de loisirs payant à la Belle Époque, puis verger du couvent des Sœurs de la Visitation avec de nombreux arbres fruitiers (abricots Pêche de Nancy, mirabelles, reines-claudes, quetsches, coings, etc.), devenu jardin public en 1991.
- Parc François Mitterrand. Entrée par le Centre des Mémoires Michel-Dinet (siège des archives départementales), au no 2 rue Jean-Baptiste Thierry-Solet. Ancien jardin d'agrément de l'ex-École normale d'instituteurs de 1866, inauguré en jardin public le 25 mai 2023, sur un terrain de 2 hectares en déclivité : une partie haute avec deux entrées depuis un parking accessible par le sentier de Maxéville, espace boisé classé avec deux clairières et trois bassins, et une partie basse en esplanade devant le bâtiment du Centre des mémoires (AV, Sa) ; un parterre de rosier polyantha "Kadora" rouge vif y rappelle l'emblème historique du Parti socialiste.
- Parc Saint-Mansuy (EJ 2016, EST), no 243 avenue de la Libération. À l'arrière de l'église Saint-Mansuy, cet espace vert connu pour sa réplique de la grotte de Lourdes de 1882 a été réhabilité en 2003.

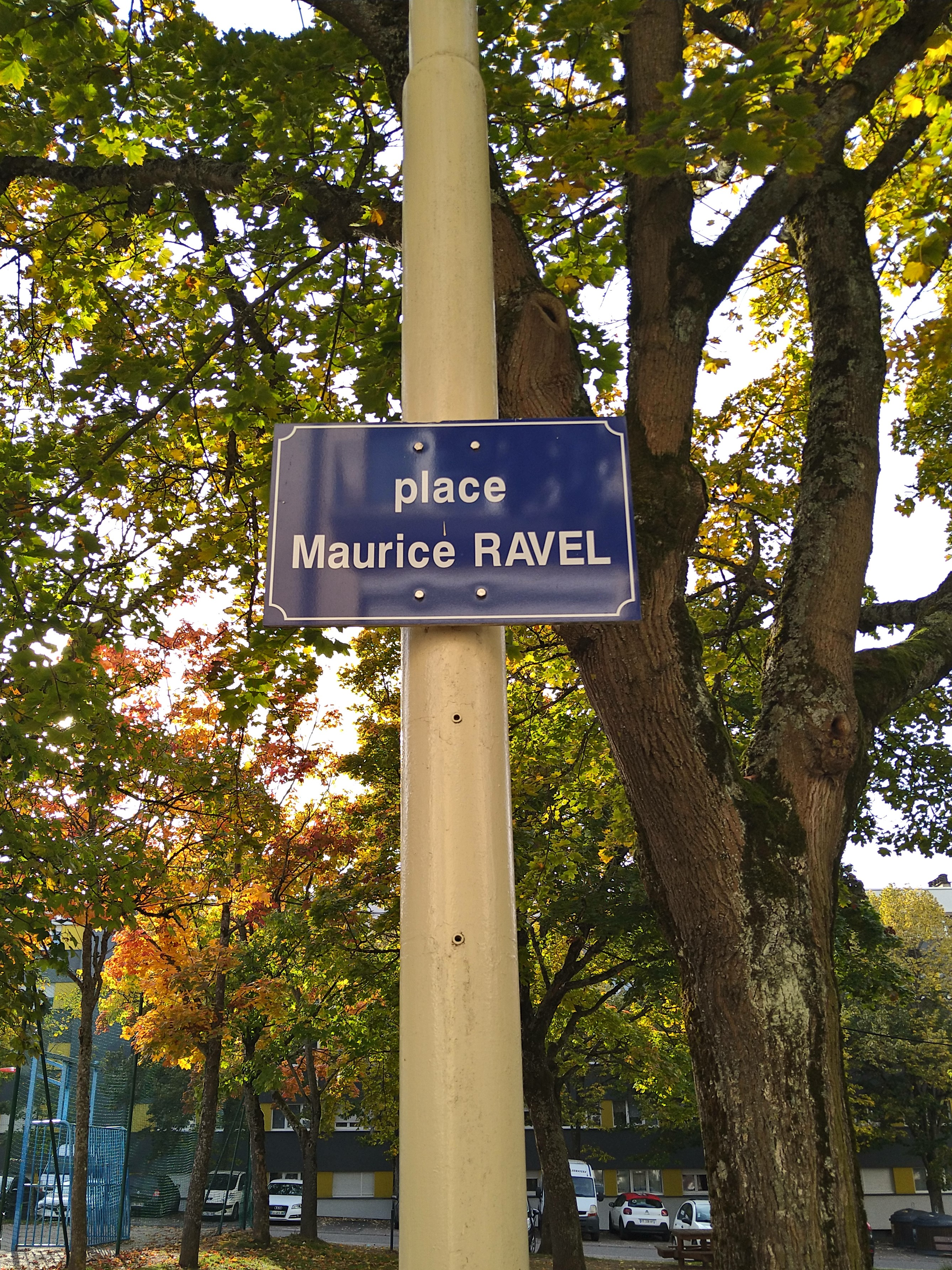
place Maurice-Ravel

- Place Maurice-Ravel (1966), entourée d'arbres.
- Square Alfred Bachelet. Petit espace vert en triangle dans le coin des musiciens (Ravel, Ropartz, Dautremer…) du quartier Beauregard, avenue de Boufflers en face de l'église Sainte-Anne.
- Square Boris Vian (AdJ).  Square de 2 000 m2 planté de tilleuls, le long de la rue Guy Ropartz.
- Square Boulay-de-la-Meurthe. Espace triangulaire non clôturé à l'angle avenue du Général-Leclerc et rue Boulay-de-la-Meurthe.
- Square Pierre-Joseph Buc'hoz. Petit espace dédié au médecin de Stanislas, prolongeant le square Boris Vian, rue Guy Ropartz.
- Square de l'Yser. Au centre de la place Godefroy-de-Bouillon créée en 1908 a été réalisé un aménagement paysager, baptisé square de l'Yser en 1964 ; on peut y voir un monument de 1936 dédié au roi des Belges Albert Ier.
- Terrain Saint-Bodon. Square public avec city stade et espace de fitness. Entrée no 9 rue Saint-Bodon[e].

#### Poincaré - Foch - Anatole France - Croix de Bourgogne

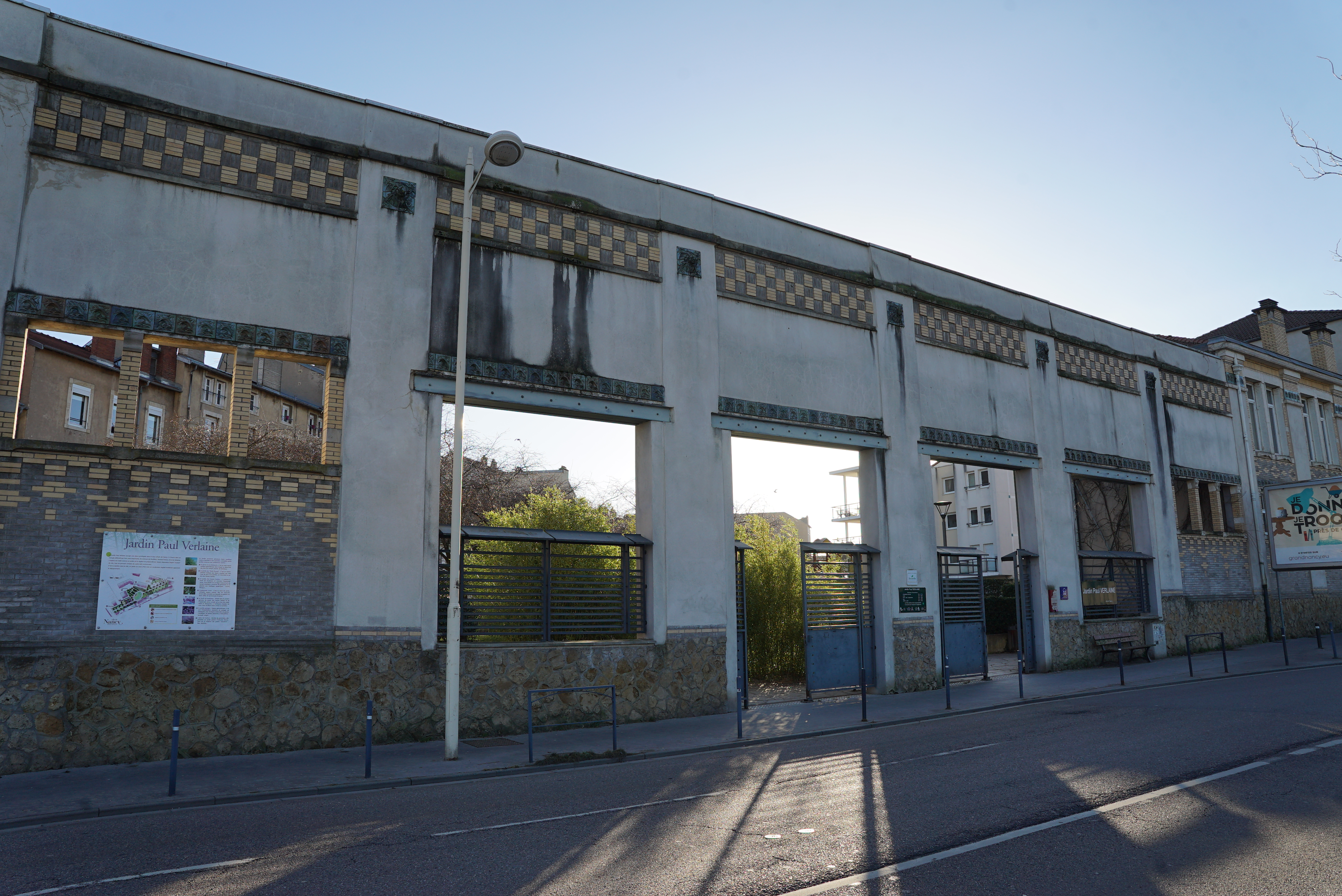
Entrée du Jardin Paul Verlaine

- Jardin Paul Verlaine[24] (TH, EJ 2014, CPJF, AdJ, PEP). Aménagé en 2005 sur l'ancien dépôt de bus et trolleybus de la Compagnie générale française des transports et entreprises, dont on a conservé le portique d'entrée Art déco, d'une superficie de 5 632 m2. Plantation de bouleaux. Entrées no 7-9 avenue de Boufflers et no 18 rue Verlaine.
- Jardin de la Tortue (CPJF), no 14 rue des Bégonias. Jardin d'agrément privé créé en 1903 sur un terrain de 900 m2 de l'horticulteur François Félix Crousse, laissé à l'abandon et restauré à partir de 1989 ; il comporte des plantes et arbustes d'origine, aristoloche, glycine, volubiles, seringas, pivoines, rosiers, ainsi que des plantes rapportées choisies parmi celles en honneur vers 1900 à Nancy. Visite guidée en mai-juin sur rendez-vous uniquement.
- Jardin de la Villa Majorelle, no 1 rue Louis-Majorelle. La Villa Majorelle, construite en 1901-1902 par l'architecte Henri Sauvage pour Louis Majorelle était à l'origine entourée d'un grand terrain, dont il ne subsiste plus, à la suite de l'urbanisation avoisinante, qu'un modeste jardin ; on y trouve les plantes typiques de l'École de Nancy, comme les clématites, monnaies du pape, berces du Caucase, pivoines, etc.
- Parc du Domaine de Santifontaine[25] (AdJH). Inauguré en 2013, conçu pour les déficients visuels, no 8 rue de Santifontaine.
- Place de la Croix-de-Bourgogne, réaménagée en 2020 avec square central clôturé de 2 500 m2 (AdJ, EST, Sa)[26].
- Place des Ducs-de-Bar (AdJ). Square réaménagé en 2012, clôturé.

#### Haussonville - Placieux - Blandan - Mon Désert - Jeanne d'Arc - Saurupt
- Jardin du Conseil départemental, no 48 rue du Sergent-Blandan et esplanade Jacques Baudot. Il accueille chaque année, pendant le dernier week-end de septembre ou le premier d'octobre, la manifestation « Jardin Extraordinaire ».
- Jardin du Musée de l'École de Nancy, dit aussi parc Corbin, no 36-38 rue du Sergent-Blandan (EJ 2018, CPJF, iMH, Sa, boutique). Ce jardin de 5 500 m2 restauré en 1998 est la seule partie subsistante d'un terrain de 5 hectares qu'Eugène Corbin avait fait aménager à partir de 1909. Il est planté de berces du Caucase et des plantes de collections issues des grands horticulteurs nancéiens Victor Lemoine et François Félix Crousse.

Jardin du Musée de l'École de Nancy, dit aussi parc Corbin
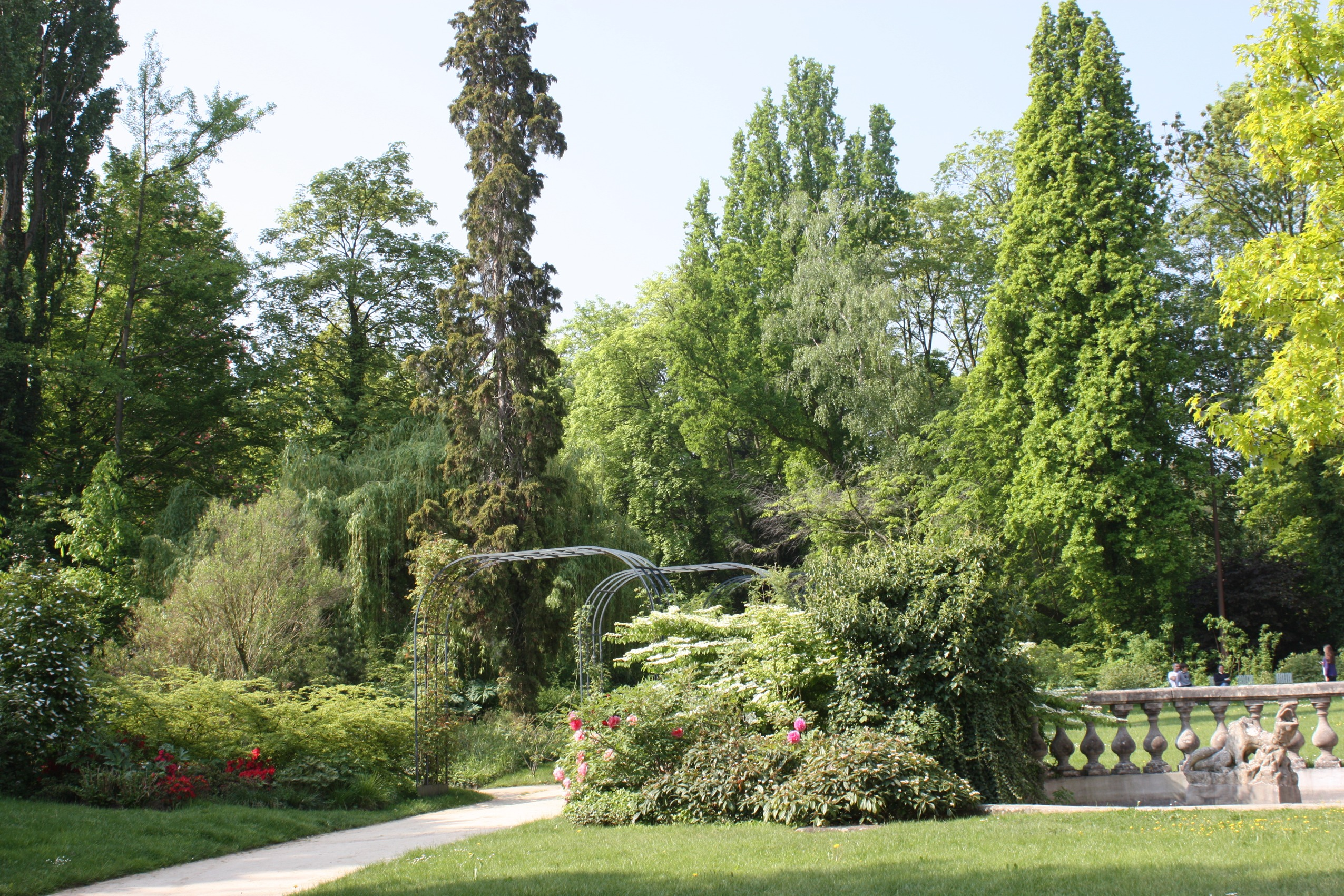
Entrée du jardin et bassin
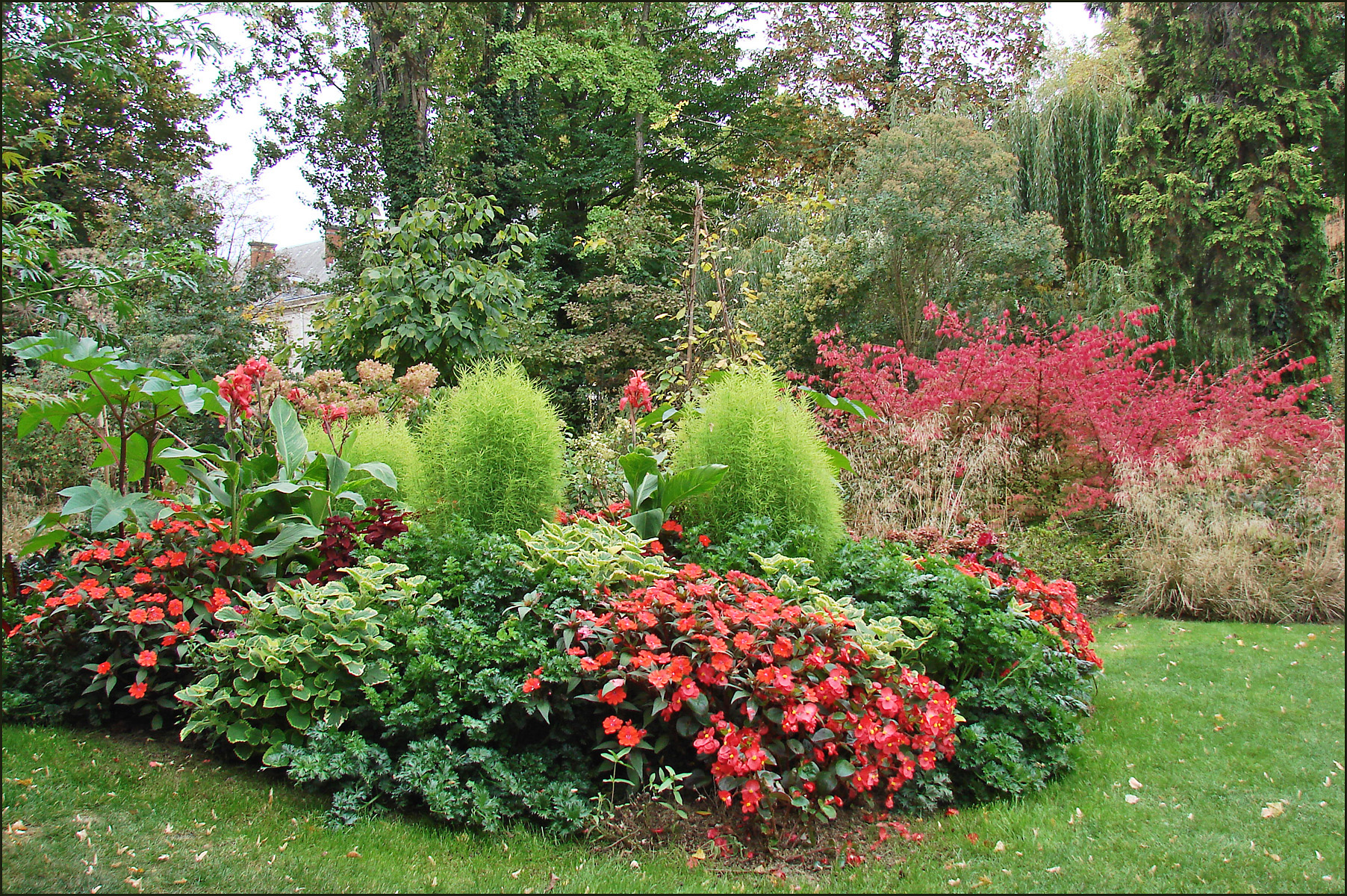
Massifs
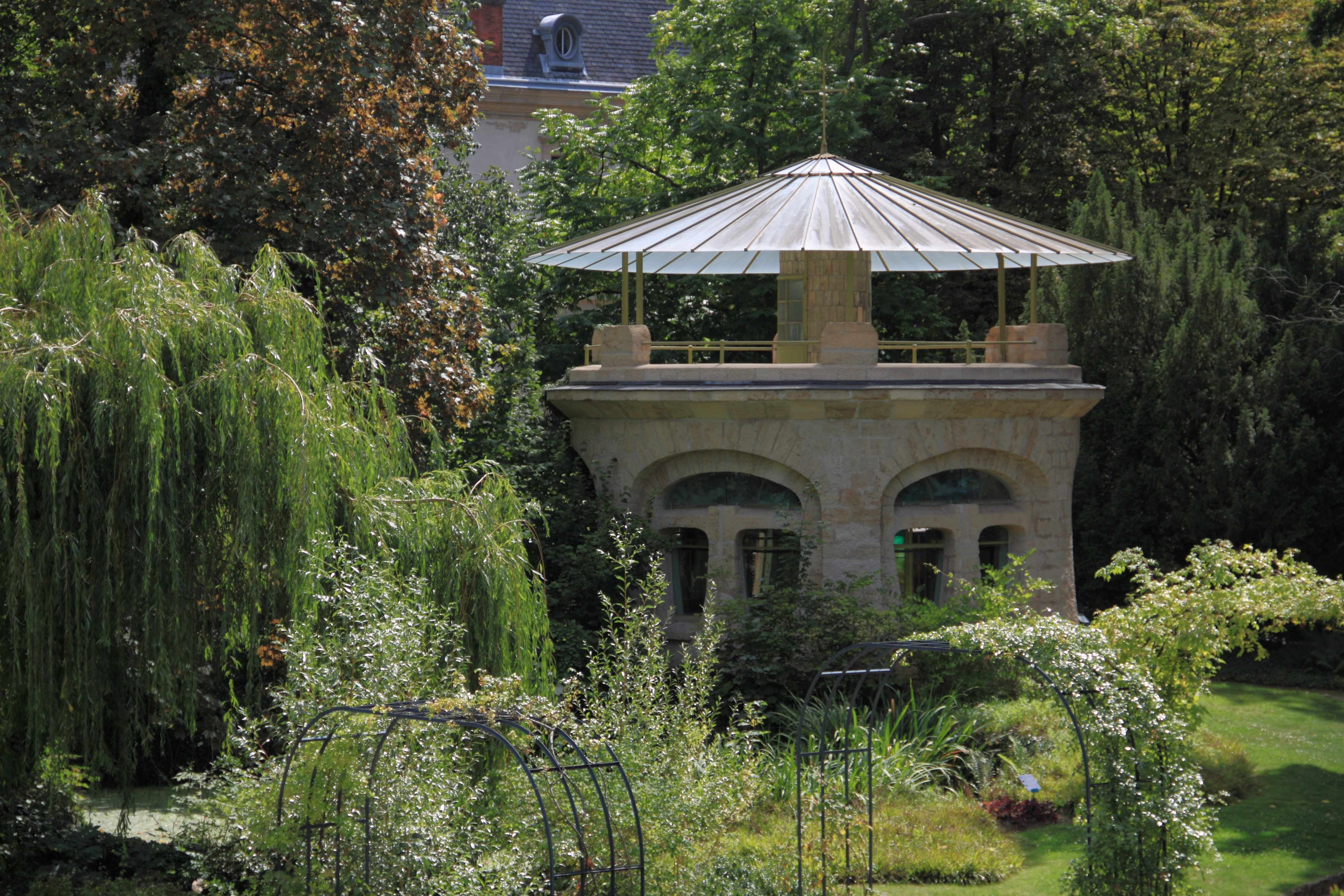
Aquarium de Lucien Weissenburger
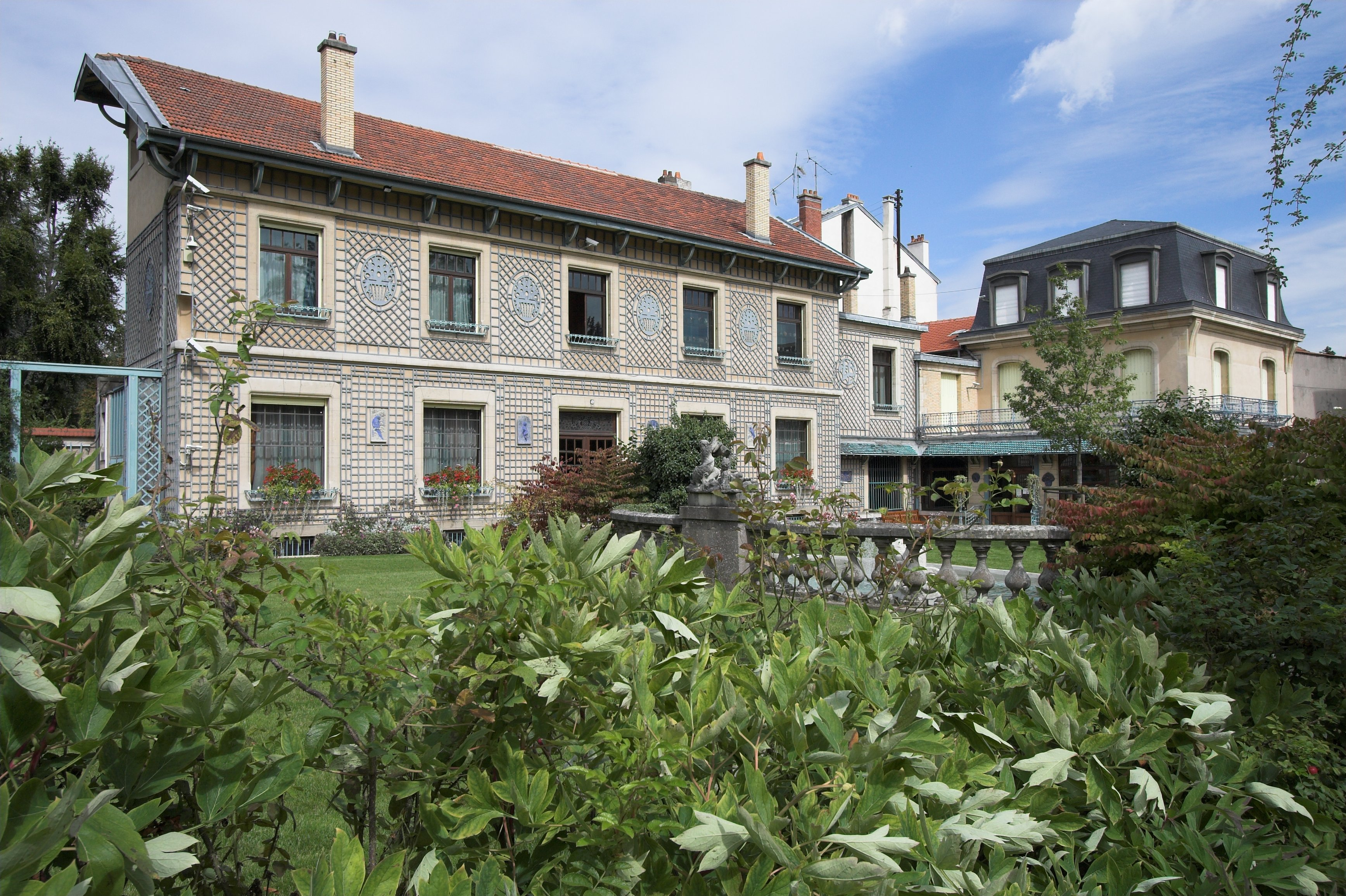
Aile Art déco de la maison Corbin

- Parc Mouilleron, petit parc avec une seule entrée au 135, rue Gabriel Mouilleron, donnant accès à un bâtiment abritant des salles de réunion ; son nom vient de Gabriel Mouilleron (1908-1944), né à Toul, héros de la Résistance fusillé par les Allemands en mai 1944.
- Parc Sainte-Marie (JR, TH, EJ 2015, CPJF, iMTÉ, AdJST+AdJH, PEP, Sa, OC). Siège de l'Exposition internationale de l'Est de la France de 1909, en superficie le deuxième parc municipal fermé avec 7,5 ha, il est situé au cœur du quartier historique de l'École de Nancy et du nouveau Grand Nancy Thermal. Jardin d'agrément privé en 1808, planté dès lors d'arbres remarquables : séquoia géant, séquoia pleureur, tulipier de Virginie, cèdre bleu de l'Atlas, etc., il devient jardin public en 1904. Son magnolia de Soulange de 1909 est labellisé arbre remarquable de France depuis 2014. Il dispose d'allées balisées pour les cyclistes. La Maison de la nature, ou de l'espace vert, consacrée à la nature et à l'environnement, y a son siège depuis 1991. Entrées no 3 bis avenue du Maréchal-Juin, avenue Hippolyte-Maringer, rue Dupont-des-Loges, avenue Boffrand et rue Durival.

Parc Sainte-Marie
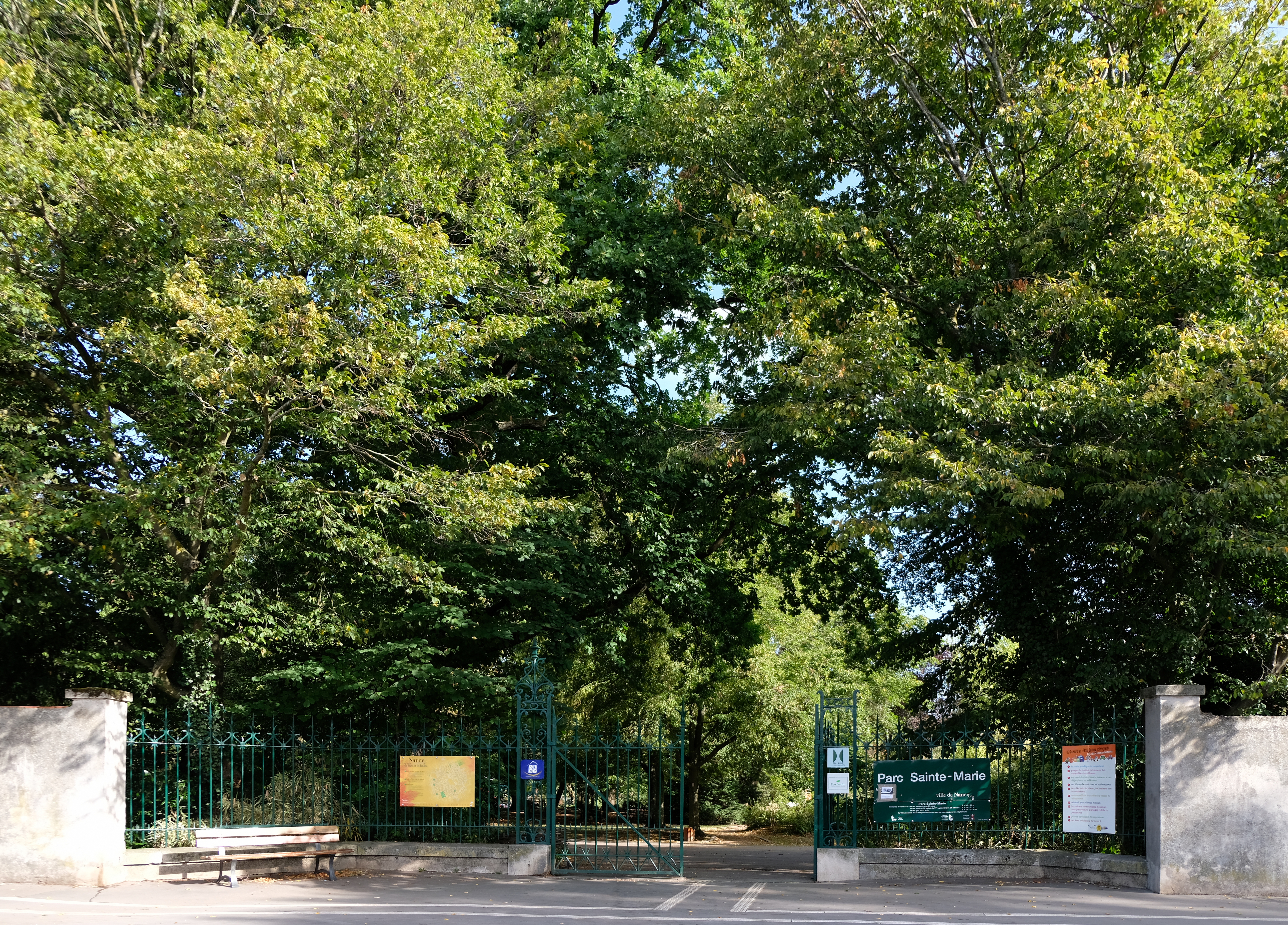
Entrée principale
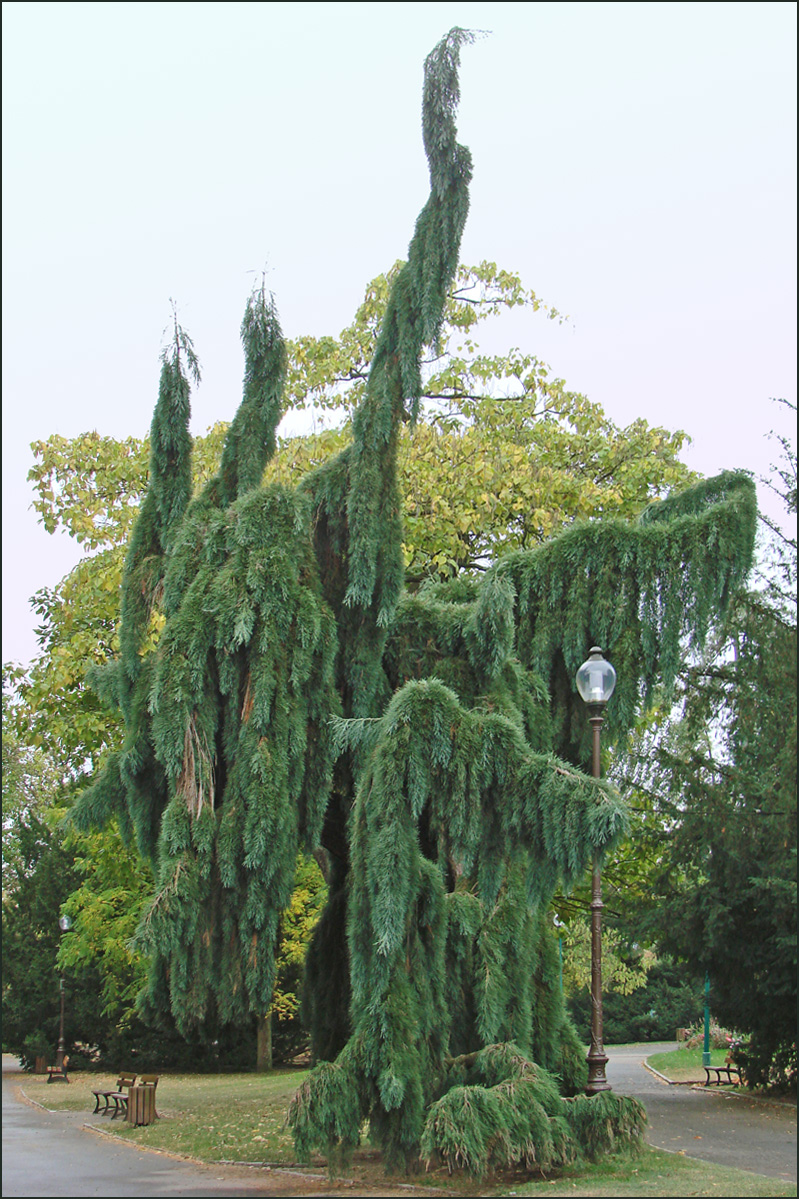
Séquoia pleureur
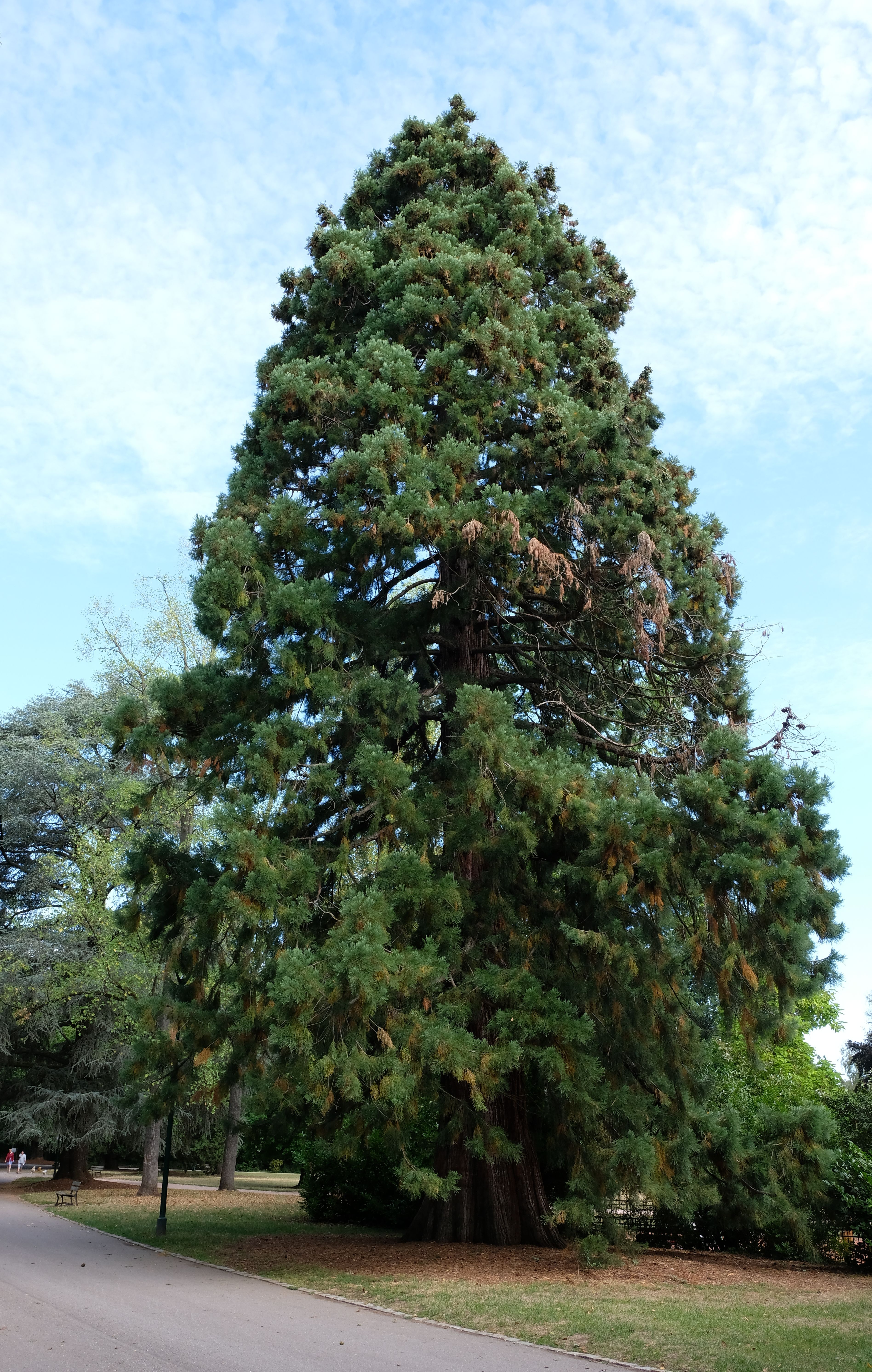
Séquoia géant
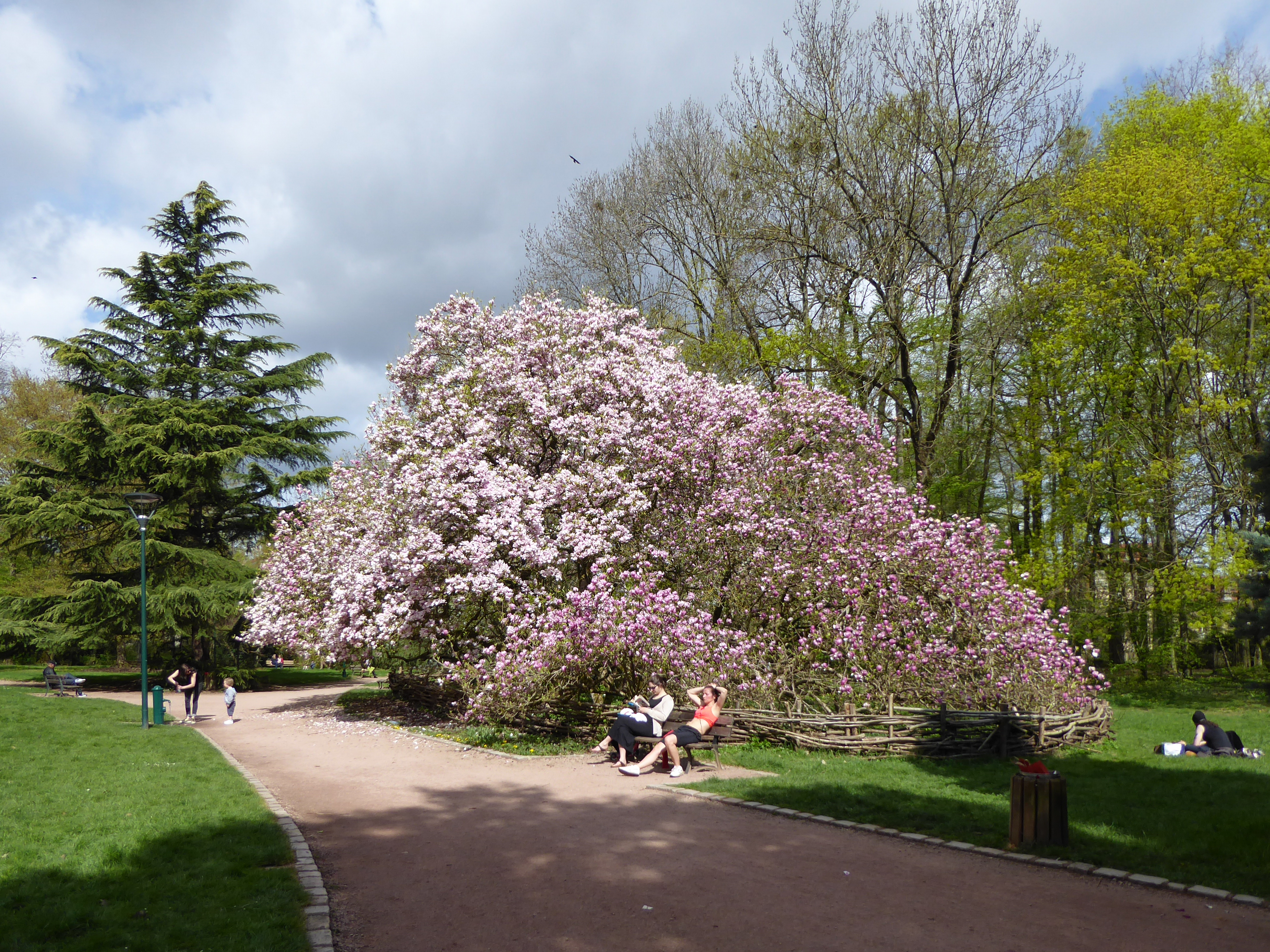
Magnolia de Soulange
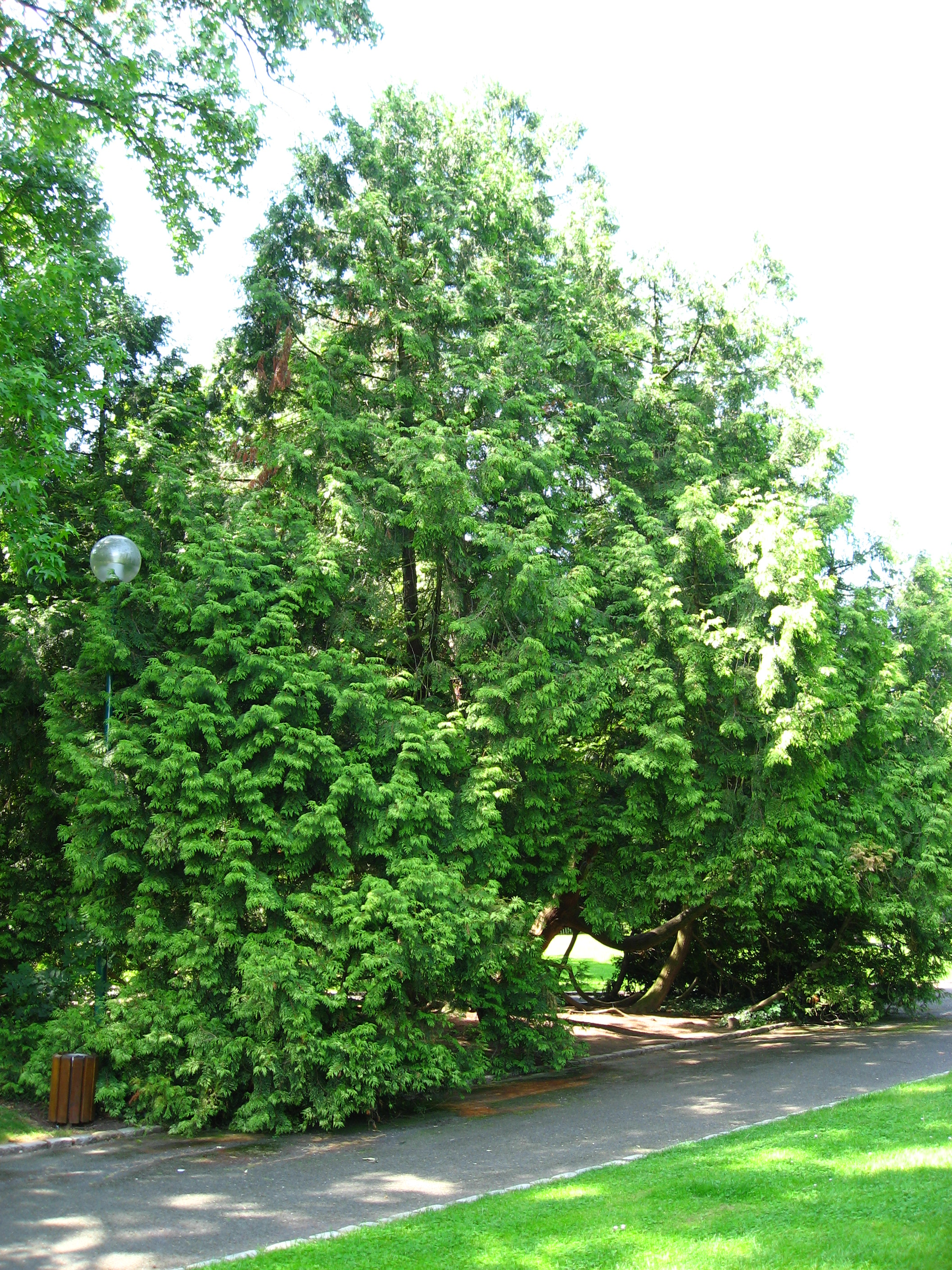
Thuya géant

- Place de Karlsruhe[f], réalisée en 1980-1984 sur le site de l'ancienne caserne Donop, réaménagée et arborée en 2009-2011.
- Square Chopin, rue Frédéric Chopin. Petit espace vert de 1 862 m2 aménagé en 2003 (AdJ).
- Square Général Chevert, connu aussi comme square de Notre-Dame-de-Lourdes. Petit square non clôturé de 1 500 m2 à l'arrière de la basilique, s'ouvrant sur la rue du Général Chevert.
- Square Jules-Dorget, no 31 rue Jules-Dorget, avec des entrées rue de Nabécor et rue Pierre-Villard. Espace vert de 3 500 m2 inauguré en 2009, baptisé du nom du jardinier d'Émile Gallé, avec une grille d’entrée Art nouveau de 1901 héritée de la cité-jardin du Parc de Saurupt (AdJ, AV).
- Square Marguerite-Hocquard[g]. Espace vert de 4 400 m3 avec 22 arbres et 900 arbustes inauguré en 2009, rue des Jonquilles, dans l'ancien quartier de la Chiennerie (AdJ).
- Square Monseigneur-Petit[h]. Angle rue Jeanne-d'Arc et avenue Boffrand, près d'un îlot fleuri avec bassin et jet d'eau.
- Square du Montet. Angle avenue du Général-Leclerc - rue Jeanne-d'Arc (entrée au no 251).
- Square Saint-Joseph. Derrière l'église du même nom, avec entrée no 34 rue Victor Prouvé. Il comporte une réplique de la grotte de Lourdes.
- Square de Saurupt-Clemenceau. Petit square tout en longueur à l'angle du boulevard Clemenceau et de la rue du Maréchal-Oudinot (entrée au no 83).
- Square des Tulipes et des Pivoines. Espace vert de 1 700 m2 inauguré en 2008 dans l'ancien quartier de la Chiennerie (AdJ).

#### Saint-Pierre - René II – Bonsecours
- Jardin « Art, mémoire et vie », ou “Jardin Alzheimer“, jardin thérapeutique consacré à la maladie d’Alzheimer[27]. Premier jardin thérapeutique en France en 2010, installé sur les 3 800 m2 de la cour d'honneur de l'hôpital Saint-Julien du CHRU de Nancy et de son centre de gérontologie, il est composé de quatre carrés thématiques : la terre, l'eau, le feu et le vent. La fréquentation par les patients et les visiteurs mobilise toutes leurs fonctions psychiques : perception, mémorisation, raisonnement, langage, orientation et imagination ; ils peuvent voir et sentir l'odeur de plantes de l'Est de la France (jonquilles, pivoines, etc.), voir et toucher différents matériaux au contact lisse ou rugueux, grâce notamment à des œuvres d'art faisant référence à la mémoire socio-culturelle régionale. Entrée rue Foller.
- Parc Olry[i] (EJ 2016, CPJF, iMTÉ, EST, AdJ+AdJH, PEP, Sa), no 83 avenue de Strasbourg ; il recèle, dans un décor paysager, de superbes arbres : platanes, hêtres, chênes, ifs, châtaigniers, arbre aux quarante écus, savonnier, acajou de Chine, cornouiller rouge... Au fond du parc, les serres municipales assurent depuis 1927 la production annuelle de 300 à 400 000 plantes fleuries destinées à la décoration des massifs de la ville (entrée no 106 boulevard Lobau).
- Place Provençal, plantée d'arbres.
- Square Frédéric-Schertzer[j]. Square planté de platanes, ancien boulodrome auquel on accédait rue de Bonsecours par un double escalier de style Art déco en pierre et béton, maintenant condamné.
- Square Varcollier[k] (AdJ), inauguré en 1989, réaménagé sur ses 1 200 m2 en 2009-2010. Entrée angle des rues de Sonnini et de l'Abbé Grégoire.

Parc Olry
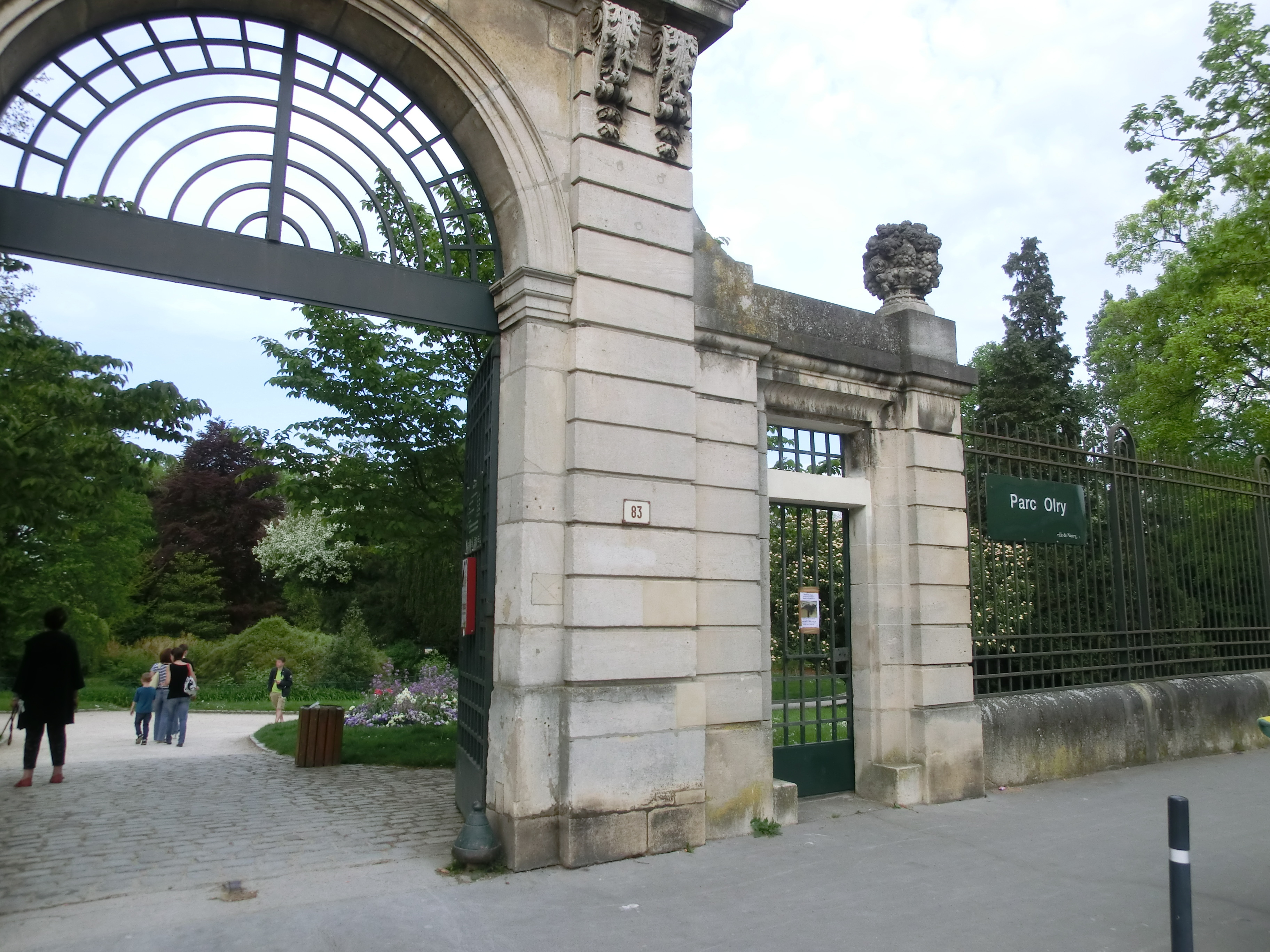
Entrée avenue de Strasbourg
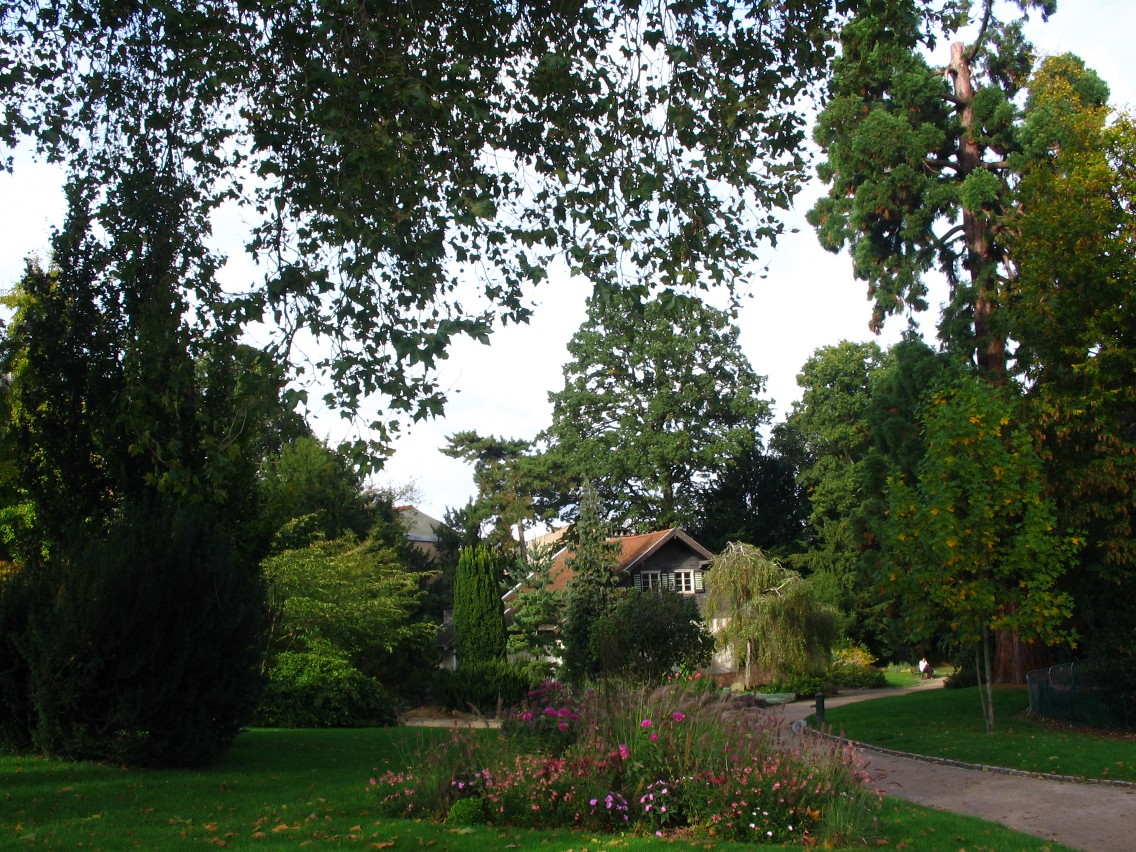
Chalet forestier dans le parc
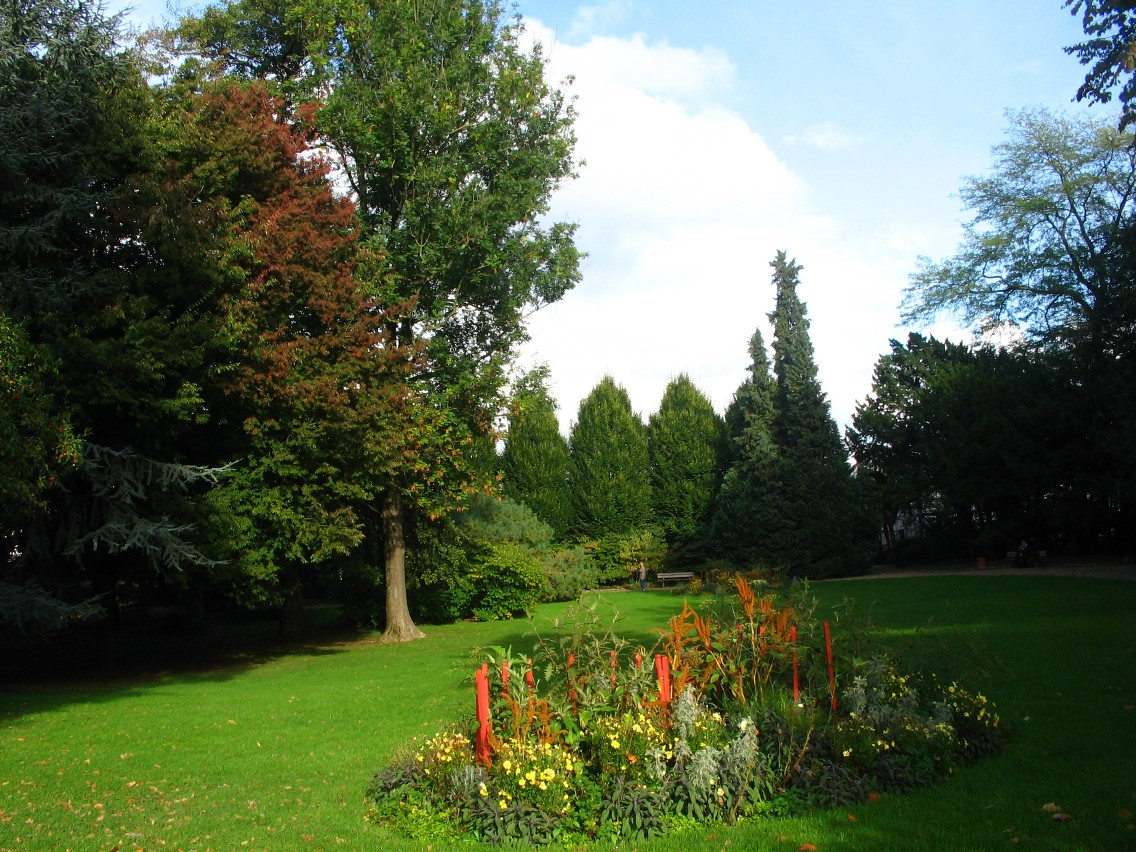
Vue sur le parc
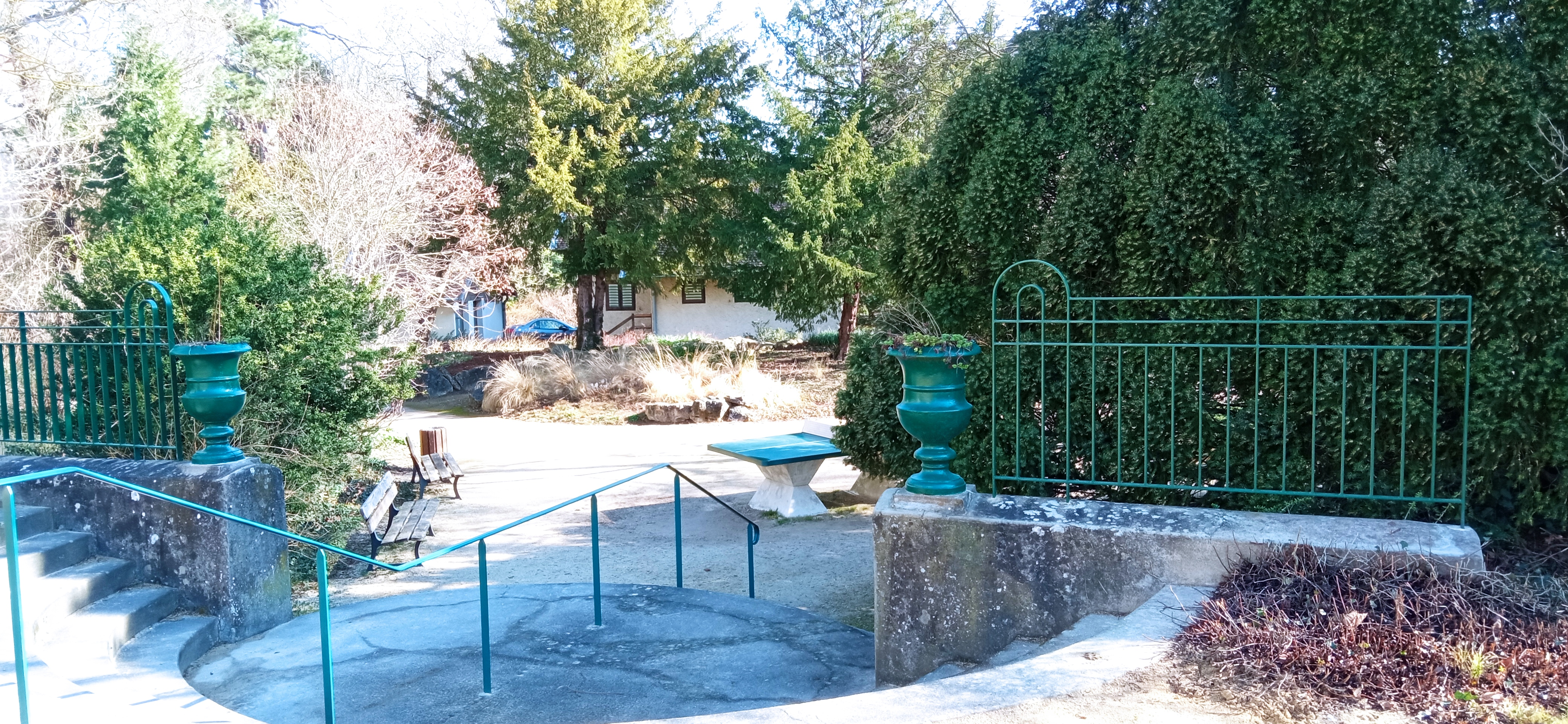
Escalier circulaire

#### Saint Nicolas - Charles III - Ville Vieille - Léopold - Trois-Maisons - Saint-Fiacre

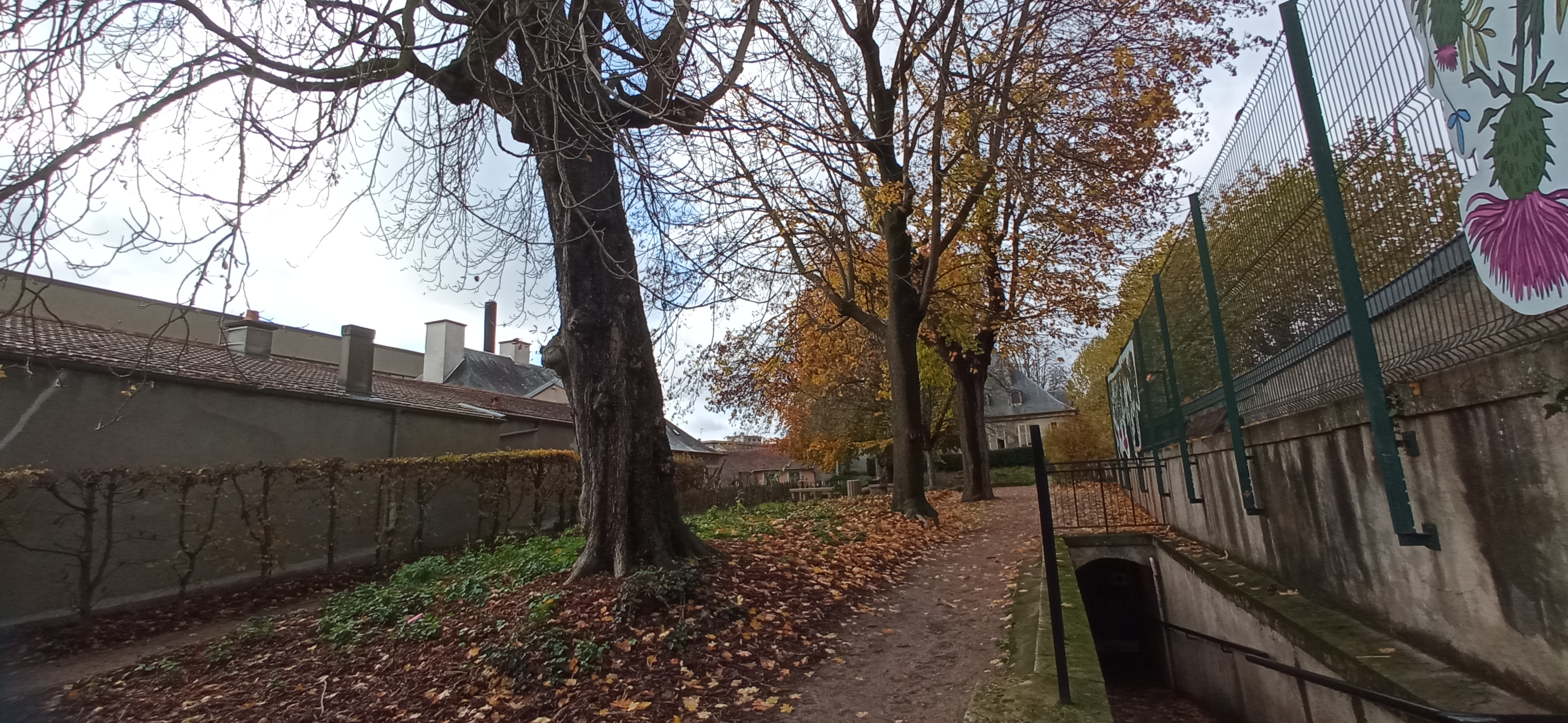
Le jardin de la citadelle sur l'ancien rempart, à droite l'entrée rue Deglin, au fond une entrée des appartements de la citadelle.

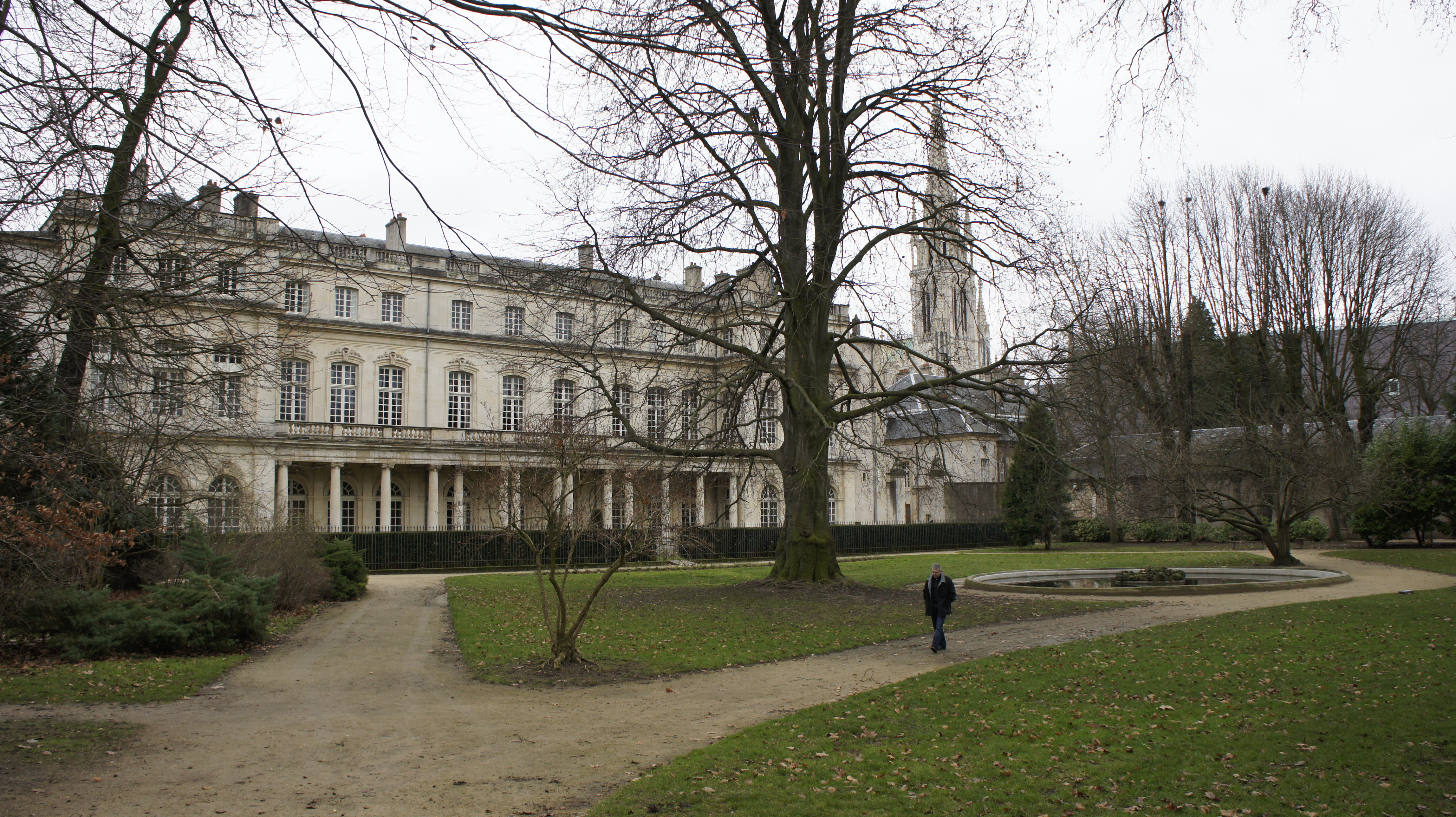
Le jardin du palais du Gouvernement.

- Cours Léopold, planté d'arbres en alignement : marronniers, érables, etc. (iMTÉ).
- Esplanade de l'ancienne Gendarmerie, rue des Cordeliers - rue Jacquot. La destruction du mur d'enceinte de ce château construit en 1872 dans le style XVIIIe siècle (iMH) a permis d'en aménager la cour en une esplanade plantée d'ifs en topiaires, au milieu de laquelle est érigée la statue de Lyautey.
- Jardin de la Citadelle, aménagé en 1991. Sur 1 270 m2 de remparts non détruits de l'ancienne citadelle (cMH) se dressent une demi-douzaine d'arbres centenaires et un jardin médiéval de carrés de plantes aromatiques, officinales et médicinales. Entrée rue Henri-Déglin ou par des escaliers rue Sellier.
- Jardin des Fortifications. Le domaine de la congrégation des Sœurs de Saint-Charles de Nancy s'étend sur les vestiges de fortifications du XVIIe siècle. Une petite partie de cet espace a été ouverte au public, avec la reconstitution d'un mur d'escarpe du bastion de Saurupt et des panneaux retraçant l'histoire du lieu. Accès des piétons et des cyclistes par des allées depuis le boulevard de l'Insurrection du Ghetto de Varsovie et la rue de l'Abbé-Didelot.
- Jardin François Nourissier, dans la cour de la bibliothèque Stanislas (iMH), no 43 rue Stanislas, inauguré en 2011 (AV).
- Jardin Dominique Alexandre Godron (JR, EAR 2014, TH, EJ 2016, CPJF, EST, PEP, Sa). Fondé par Stanislas Leszczynski en 1758, c'est le premier jardin botanique de Nancy ; Alexandre Godron, célèbre médecin botaniste, en a été le directeur dans la seconde moitié du XIXe siècle. Le caractère botanique s'est perdu en 1993 avec le transfert des collections au jardin botanique du Montet, et sa vocation principale est maintenant pédagogique. Entrées no 36 rue Sainte-Catherine, rue de l'Île-de-Corse et no 11 ter rue Godron.
- Jardin du Joli Cœur, no 6 rue du Joli-Cœur. Petit parc de 1 800 m2 restructuré en 1994 sur une ancienne propriété du rectorat, planté de quelques arbres (marronniers, ifs, acacias) et de plantes vivaces (AdJ, PEP).
- Jardin de la Manufacture. Créé en 1988 dans la cour carrée de l'ancienne manufacture des tabacs (OC, AV).
- Jardin du Palais du Gouvernement (cMH). Le Palais du Gouvernement fait partie de l'ensemble architectural du XVIIIe siècle voulu par Stanislas Leszczynski pour réunir la Ville-vieille et la Ville-neuve. Plusieurs arbres du jardin de 8 800 m2 sont remarquables : érables, hêtres pourpres plus que centenaires, deux platanes de plus de 5 mètres de circonférence classés arbres remarquables de France en 2013[28]. Entrées no 1 rue Jacquot et Terrasse de la Pépinière.
- Parc Blondlot (EJ 2016, EST, AdJ, PEP, Sa), no 16 quai Claude-le-Lorrain. Ce parc de 5 800 m2 a été légué à la ville de Nancy par René Blondlot et ouvert au public en 1933. Il recèle quelques beaux arbres comme des châtaigniers, un arbre aux quarante écus, un magnolia, un figuier et des érables.
- Parc Charles-III (AdJST+AdJH, PEP, Sa). Créé en 1981 au cœur du quartier Charles III, avec extension à 1,8 ha en 2006. Entrées no 109 rue Charles-III, no 22 et no 32 rue des Jardiniers, no 29 rue Drouin, no 62-64 rue des Fabriques et no 54-56 rue des Tiercelins.
- Parc du Goethe-Institut. Parc de l'ancien hôtel particulier de Léon Simon[l], no 39 rue de la Ravinelle ; ce parc, dit aussi parc Léon Simon, comprend des arbres exotiques remarquables d'essences rares.
- Parc de la Pépinière (TH, EJ 2017 pour l'espace animalier et la roseraie, CPJF, iMTÉ, AdJ, PEP, Sa, OC). En 1765, Stanislas Leszczynski ordonne la réalisation de cette nouvelle Pépinière royale, dont les arbres étaient destinés à être plantés le long des routes de Lorraine. Depuis 1835, la Pépinière est aménagée en parc public. Son hêtre pourpre a été classé arbre remarquable de France en 2013. Entrées place Stanislas via la place Nelson Mandela et la Terrasse de la Pépinière, place de la Carrière côté Tribunal via la rue Suzanne Régnault-Gousset[m] et la Terrasse de la Pépinière, hémicycle Général-de-Gaulle, angle rue Braconnot-rue Grandville, rue Sigisbert-Adam et boulevard du 26e RI. Le parc dispose d'allées balisées pour les cyclistes.

Parc de la Pépinière
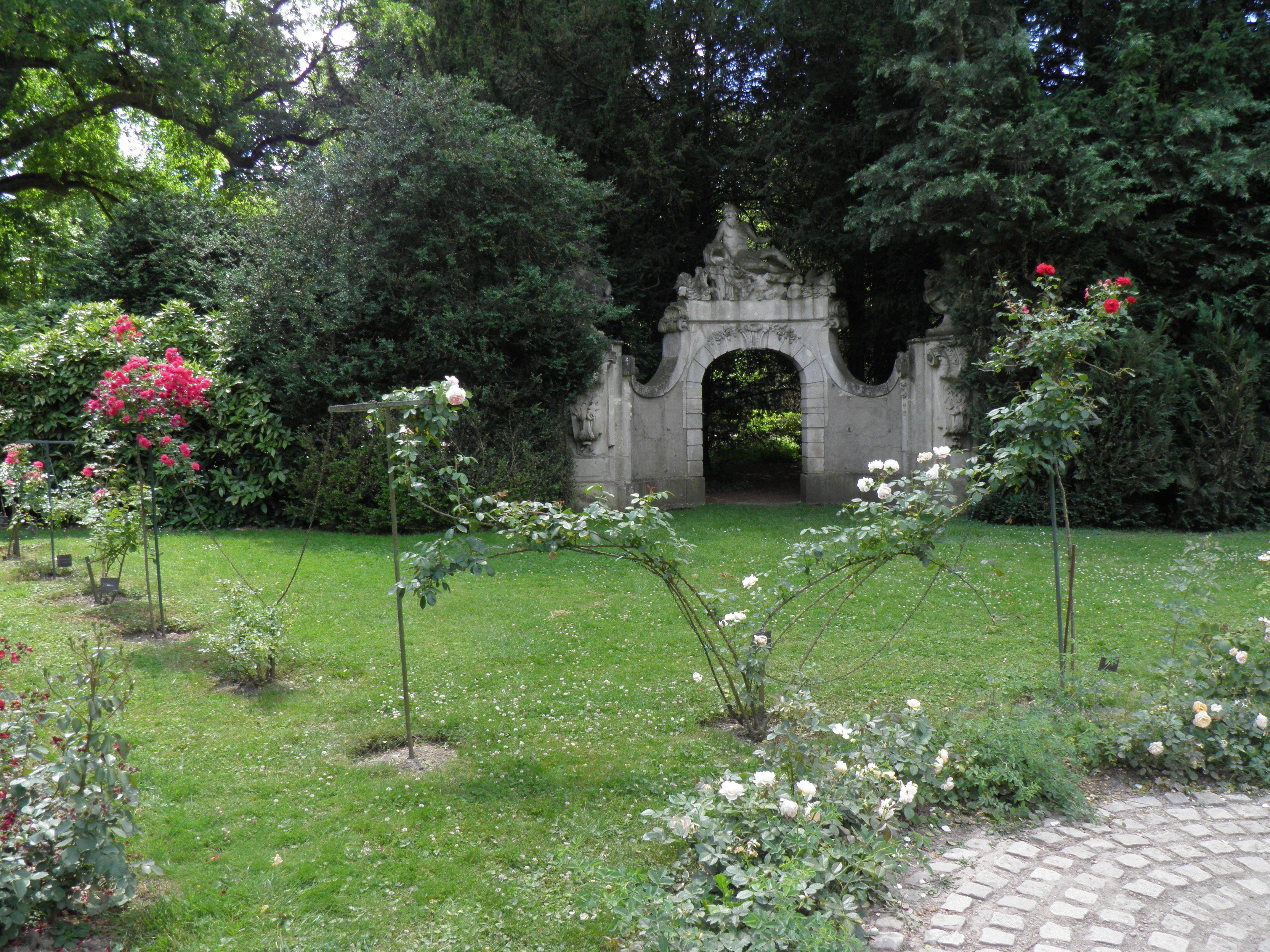
La roseraie.
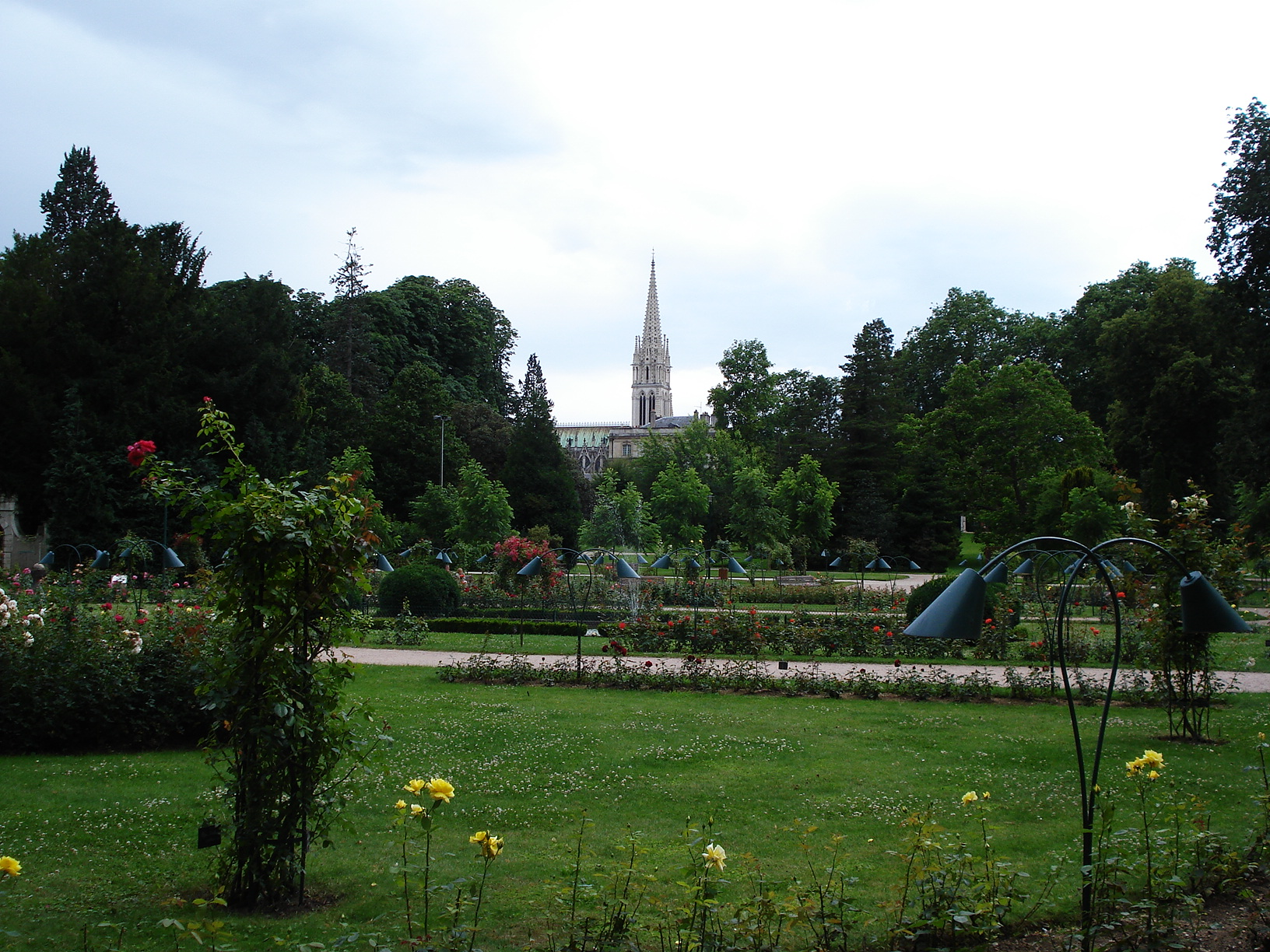
Roseraie et vue sur la basilique Saint-Epvre.
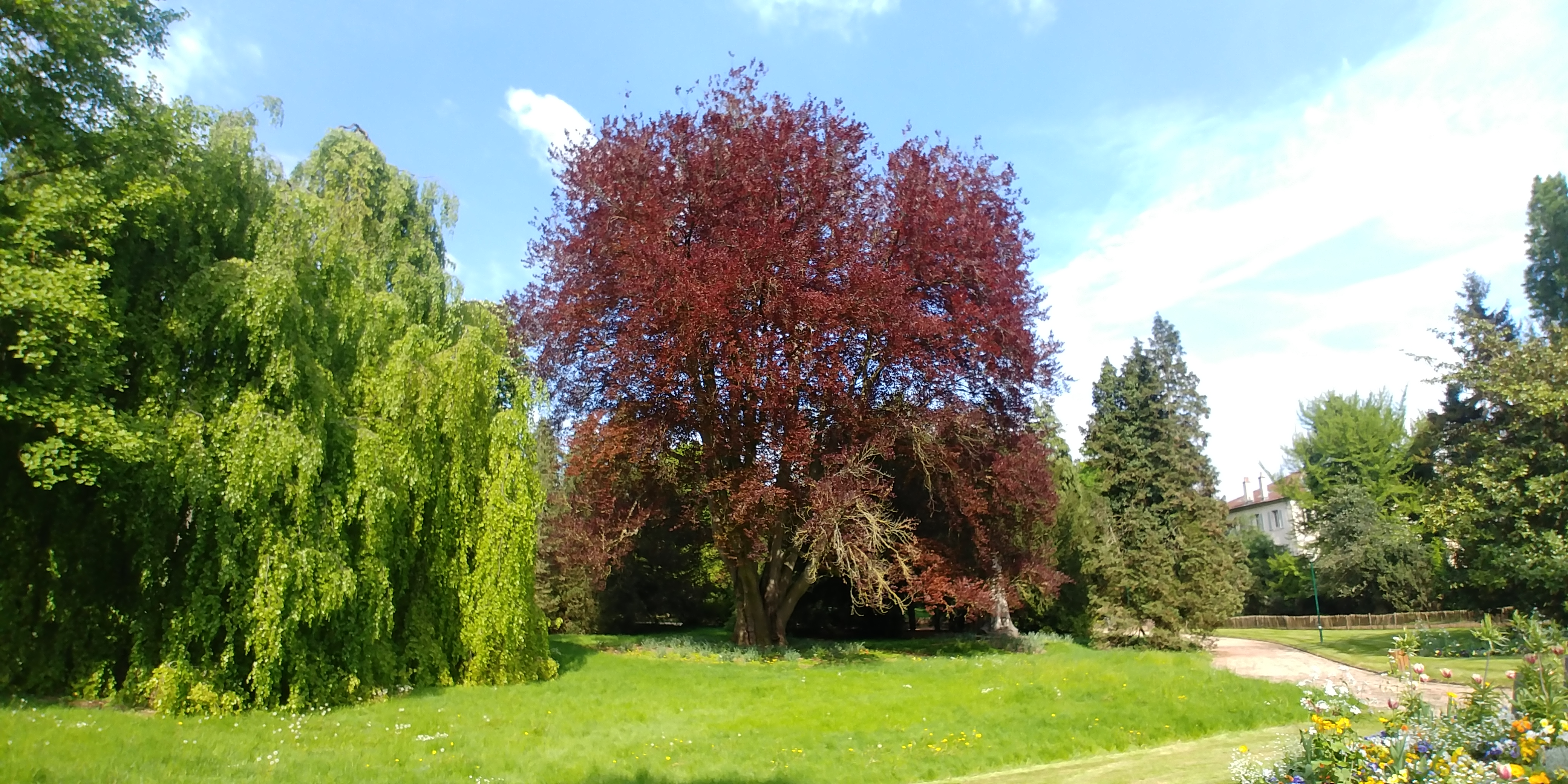
Hêtre pourpre.
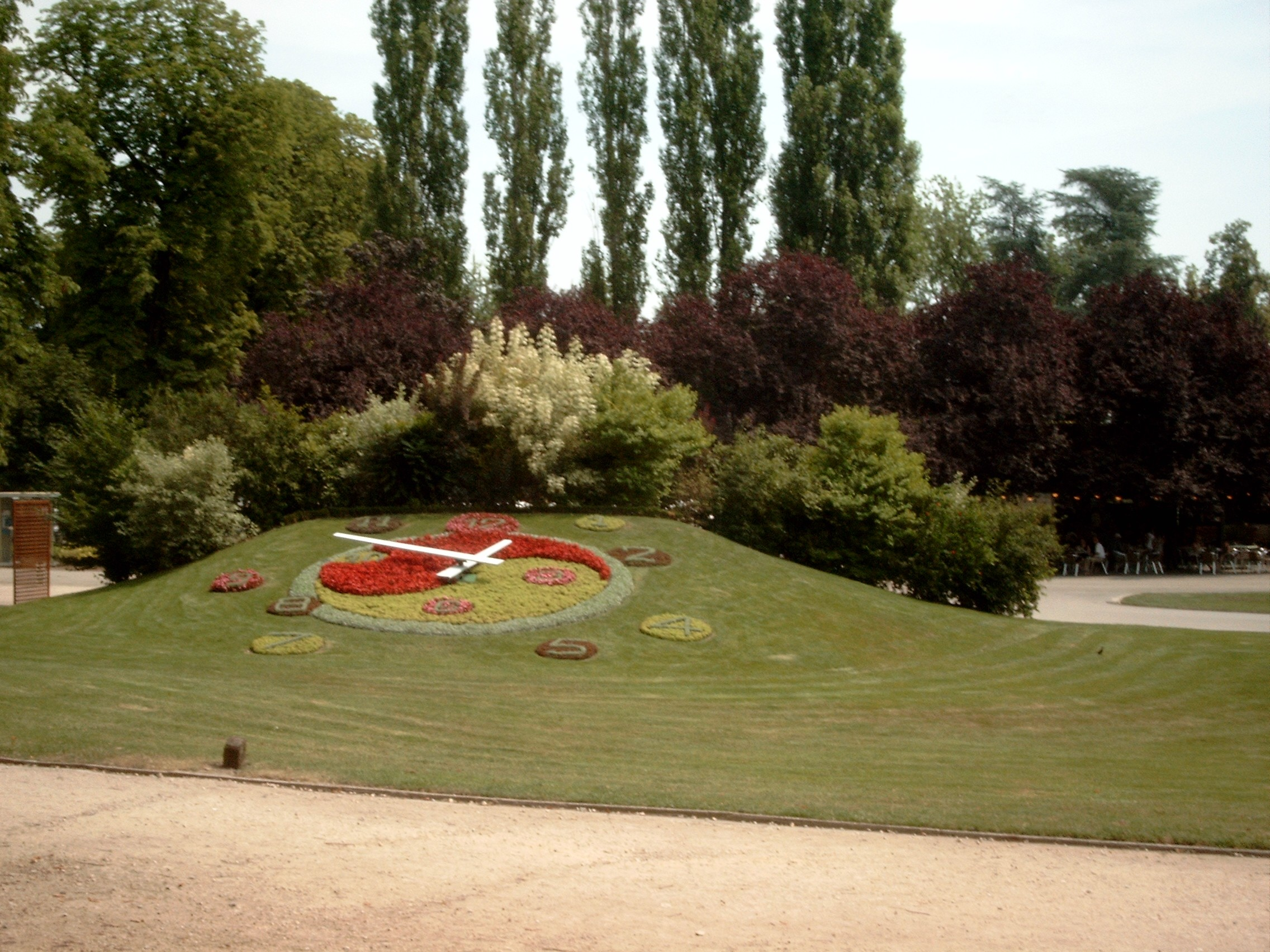
Horloge florale.
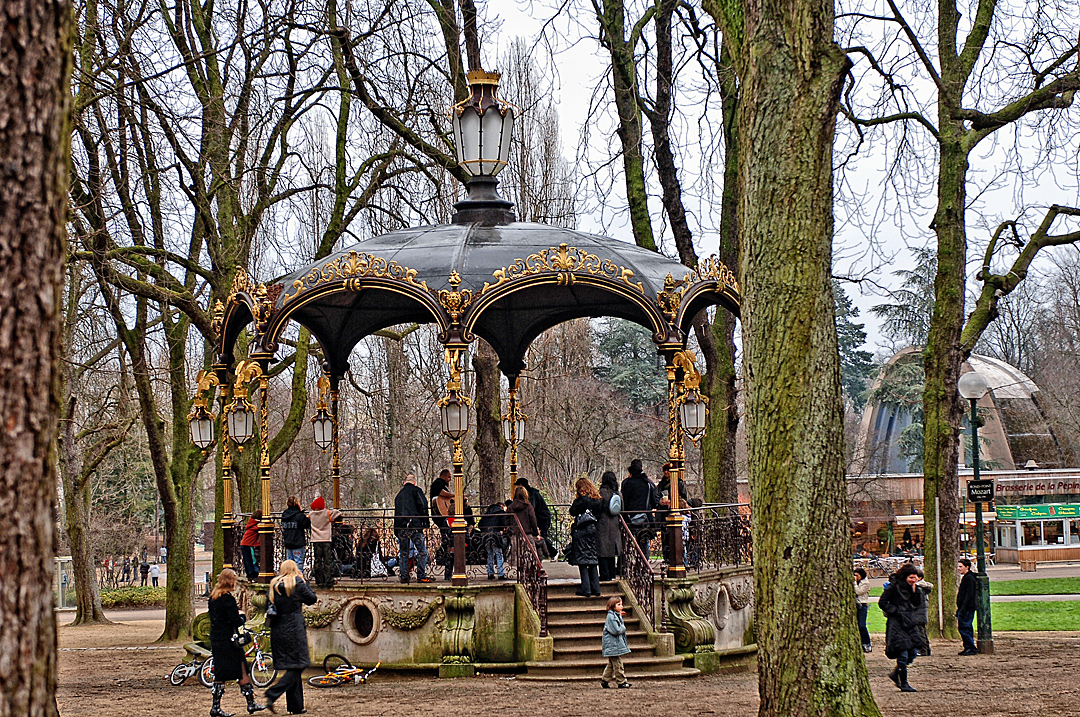
Kiosque Mozart et auditorium Gaston Stoltz.

- Place d'Alliance, entourée d'arbres (iMTÉ, cMH, PM).
- Place de la Carrière, plantée de tilleuls (cMH, PM, PEP).
- Promenade Jacques Chirac (2019), en cours d'aménagement depuis 2017 (projet du « Quai vert » parallèle à la voie ferrée), allant du Centre de congrès Prouvé et de la rue Henriette Gallé-Grimm vers la place des Justes et le pont des Fusillés, faite d'espaces verts, bassins végétalisés et jardins humides.
- Square Bichat, rue des Frères Henry, près de la porte de la Craffe.
- Square Jeanne-d'Arc, au centre de la place La Fayette, rue La Fayette.
- Square Père Alain Gorius[n]. Créé en 1999, situé autour de l'église Saint-Nicolas et reliant le no 47 bis de la rue Charles-III et le no 8 de la rue du Général Drouot.

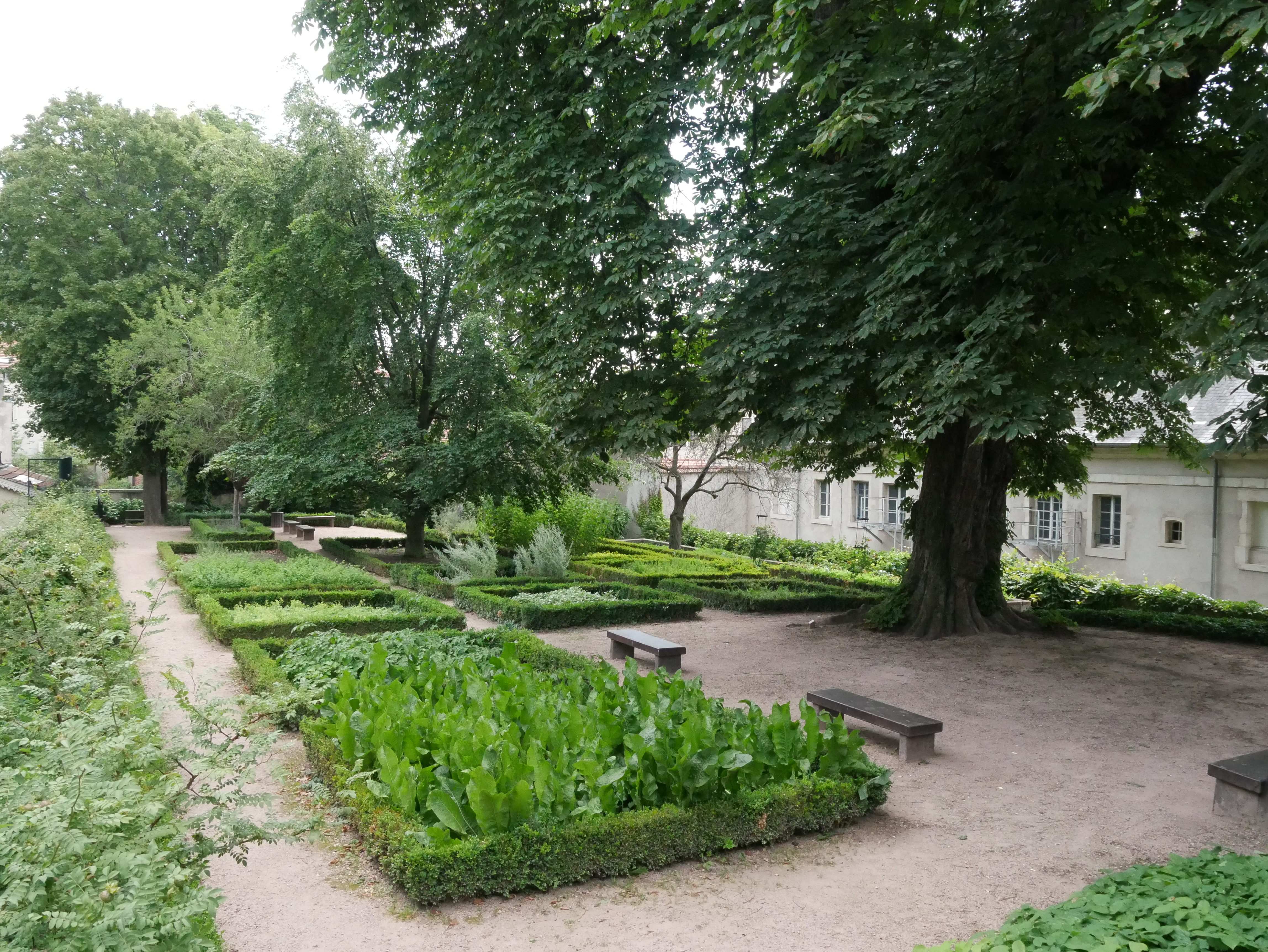
Jardin de la Citadelle
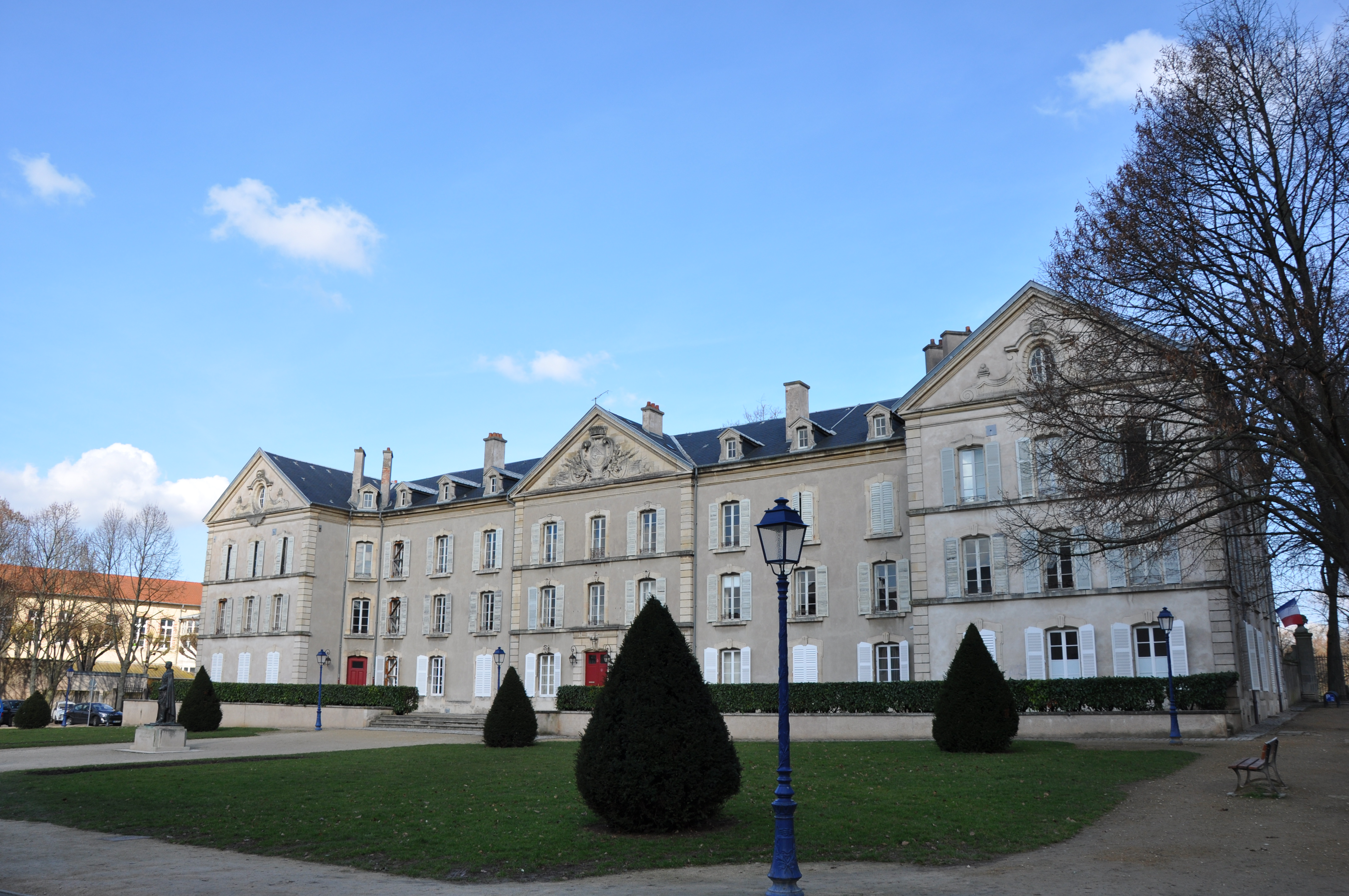
Esplanade de l'ancienne gendarmerie
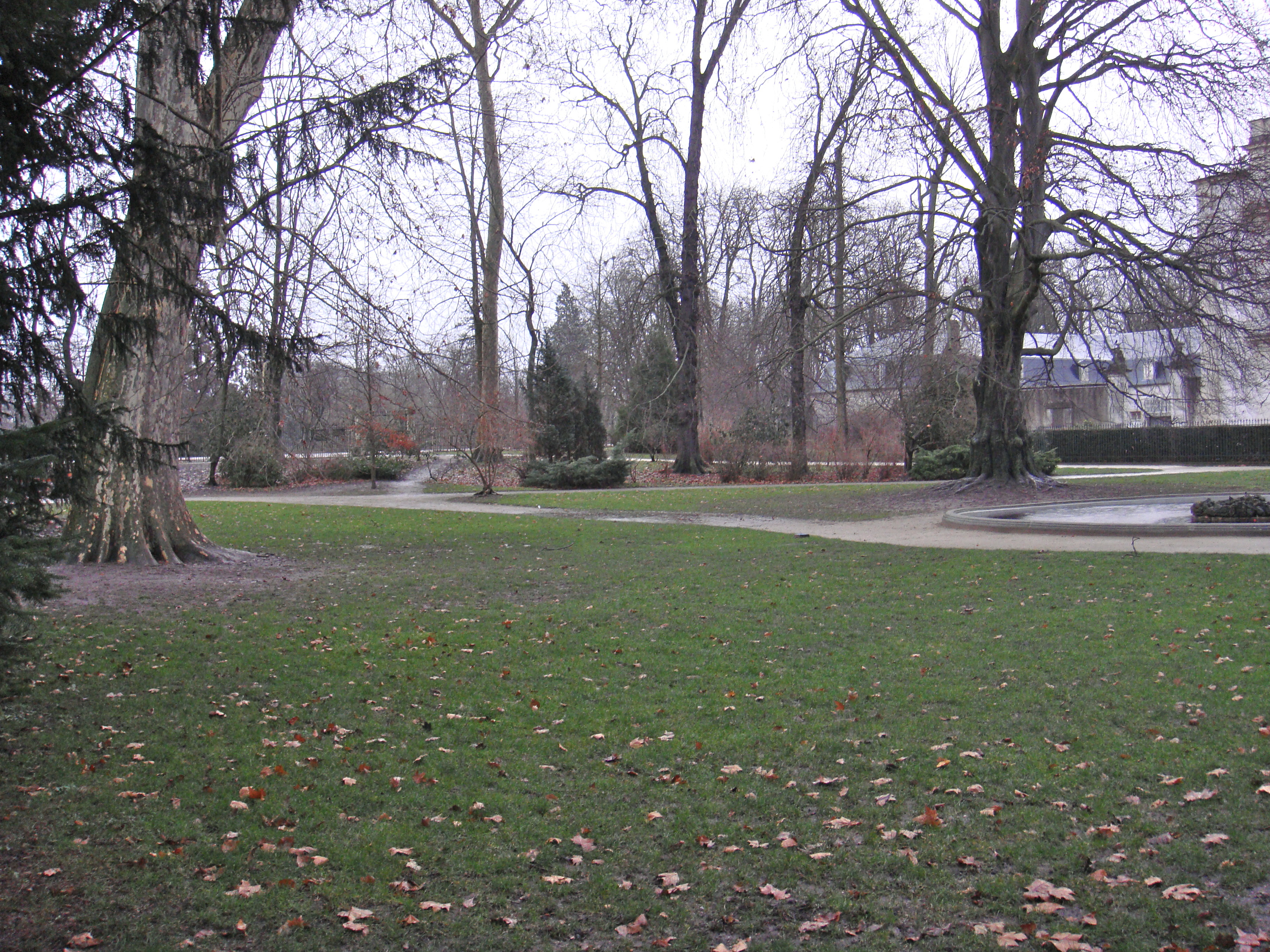
Jardin du Palais du Gouvernement
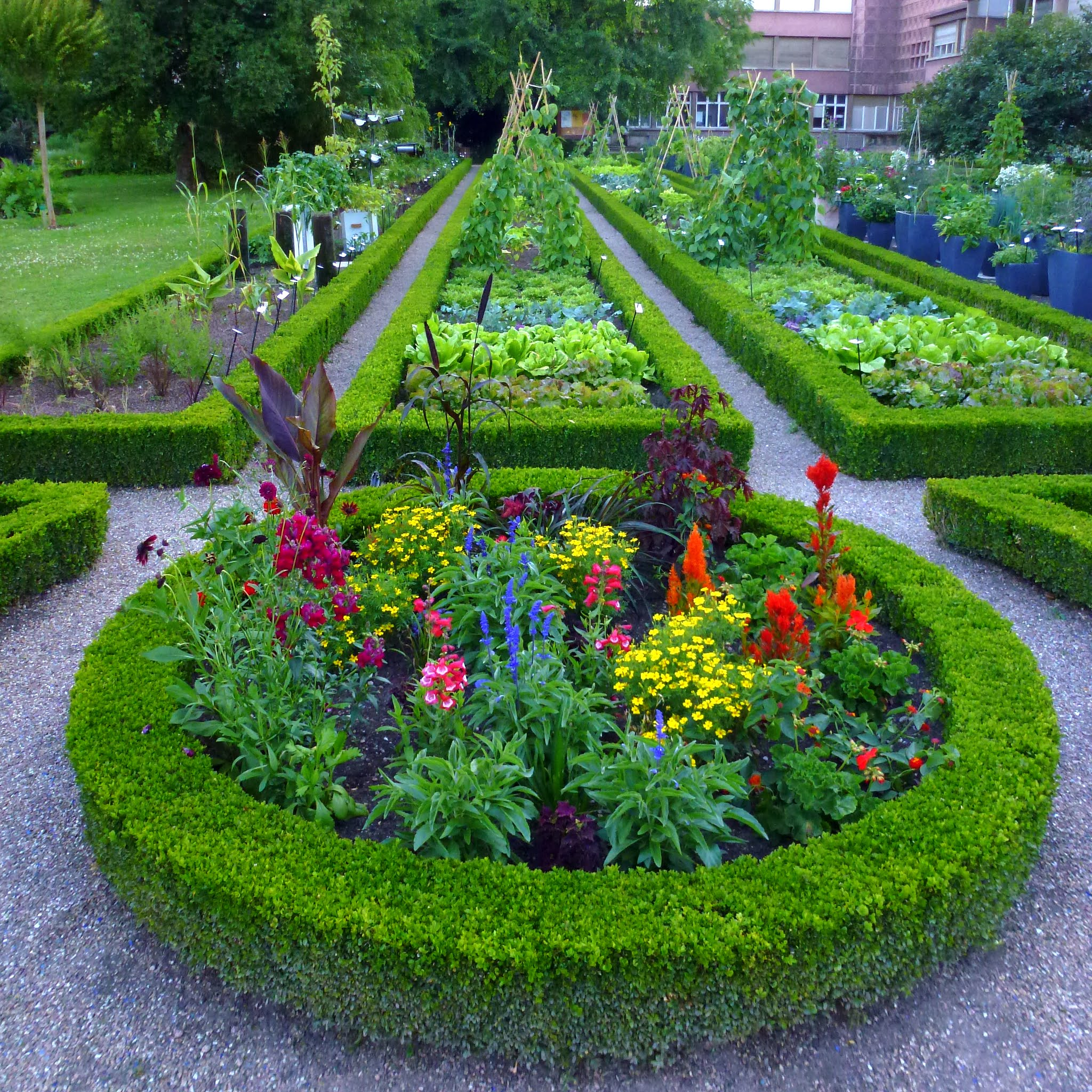
Jardin Godron

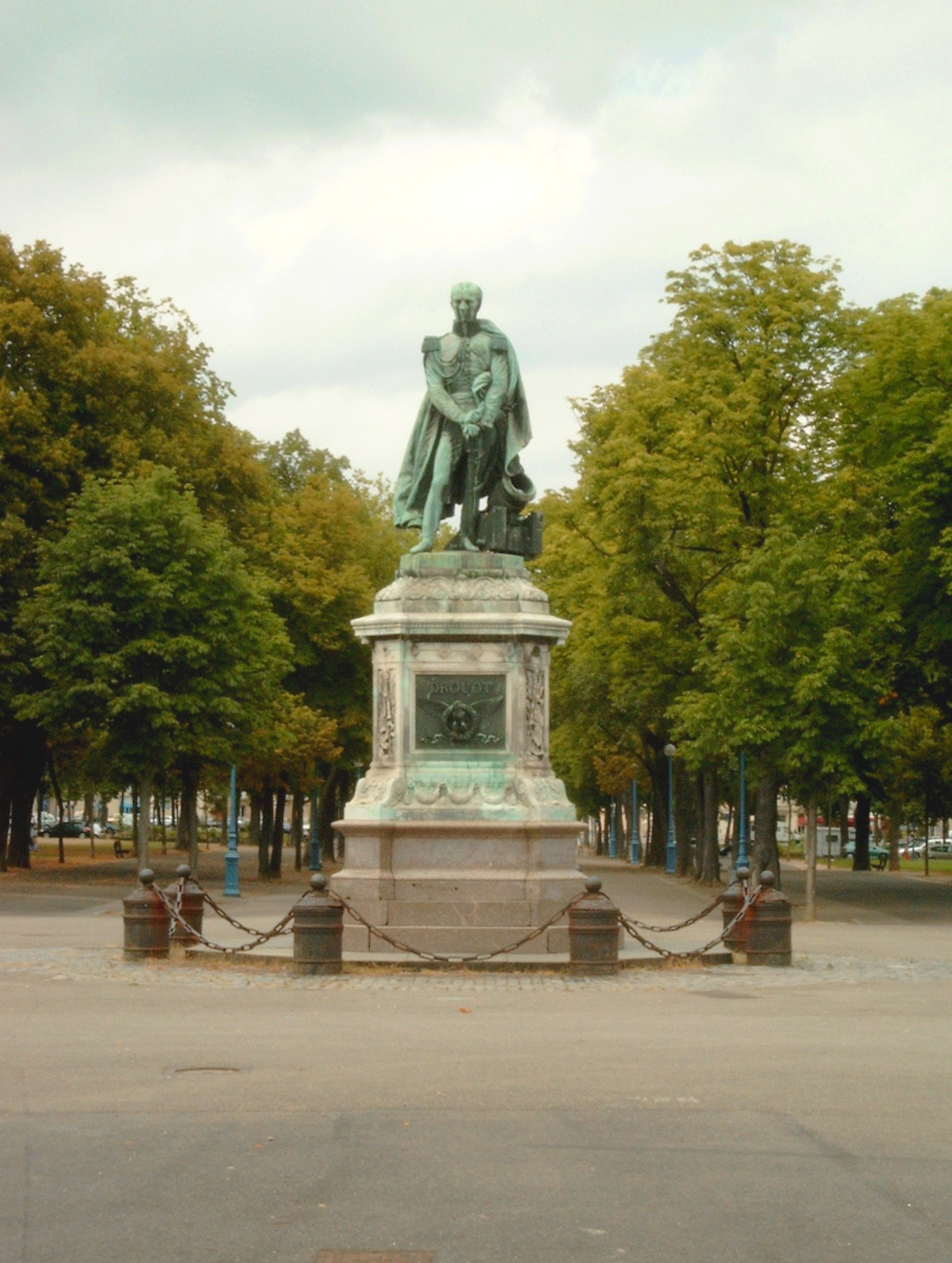
Cours Léopold
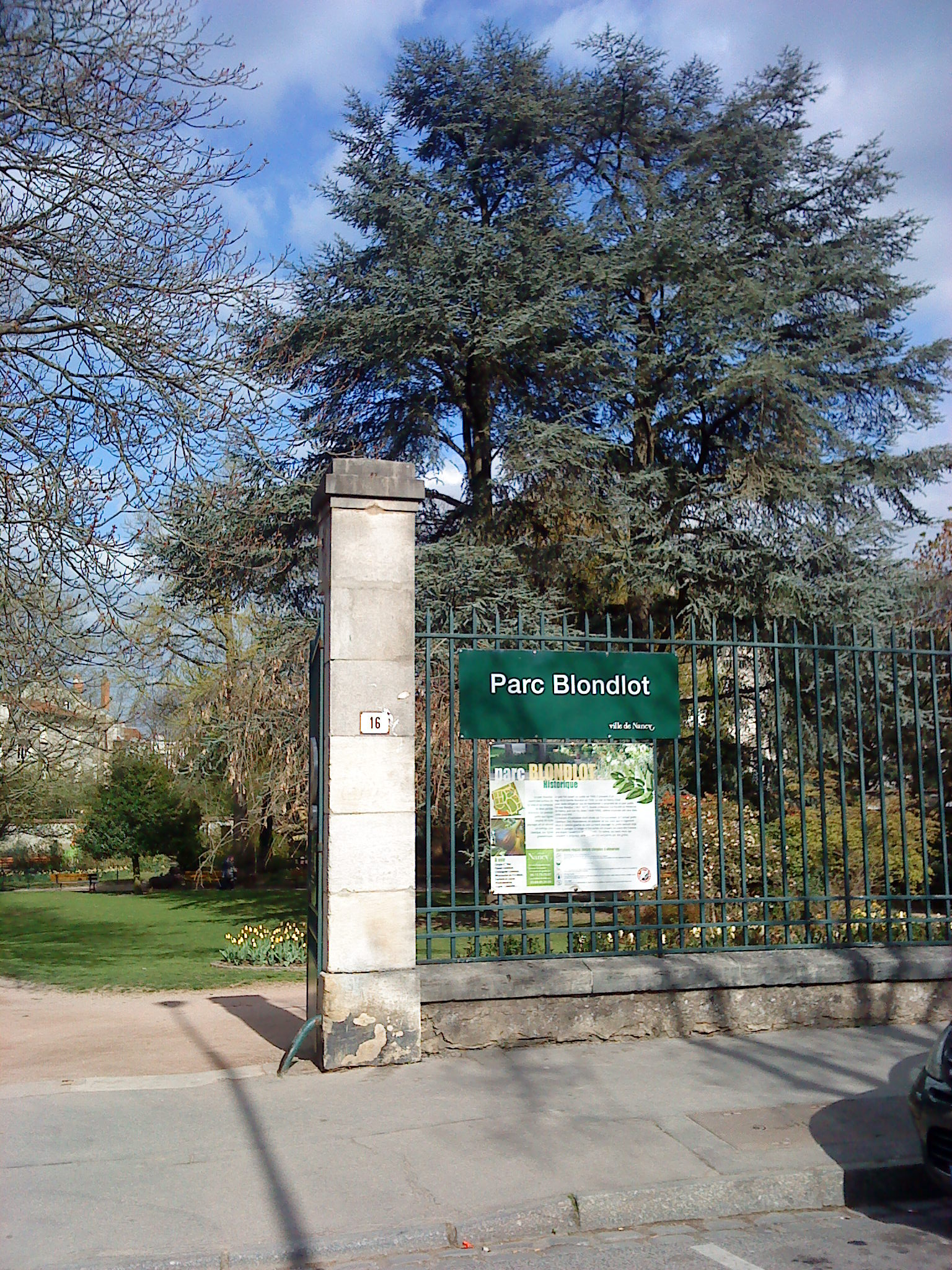
Parc Blondlot
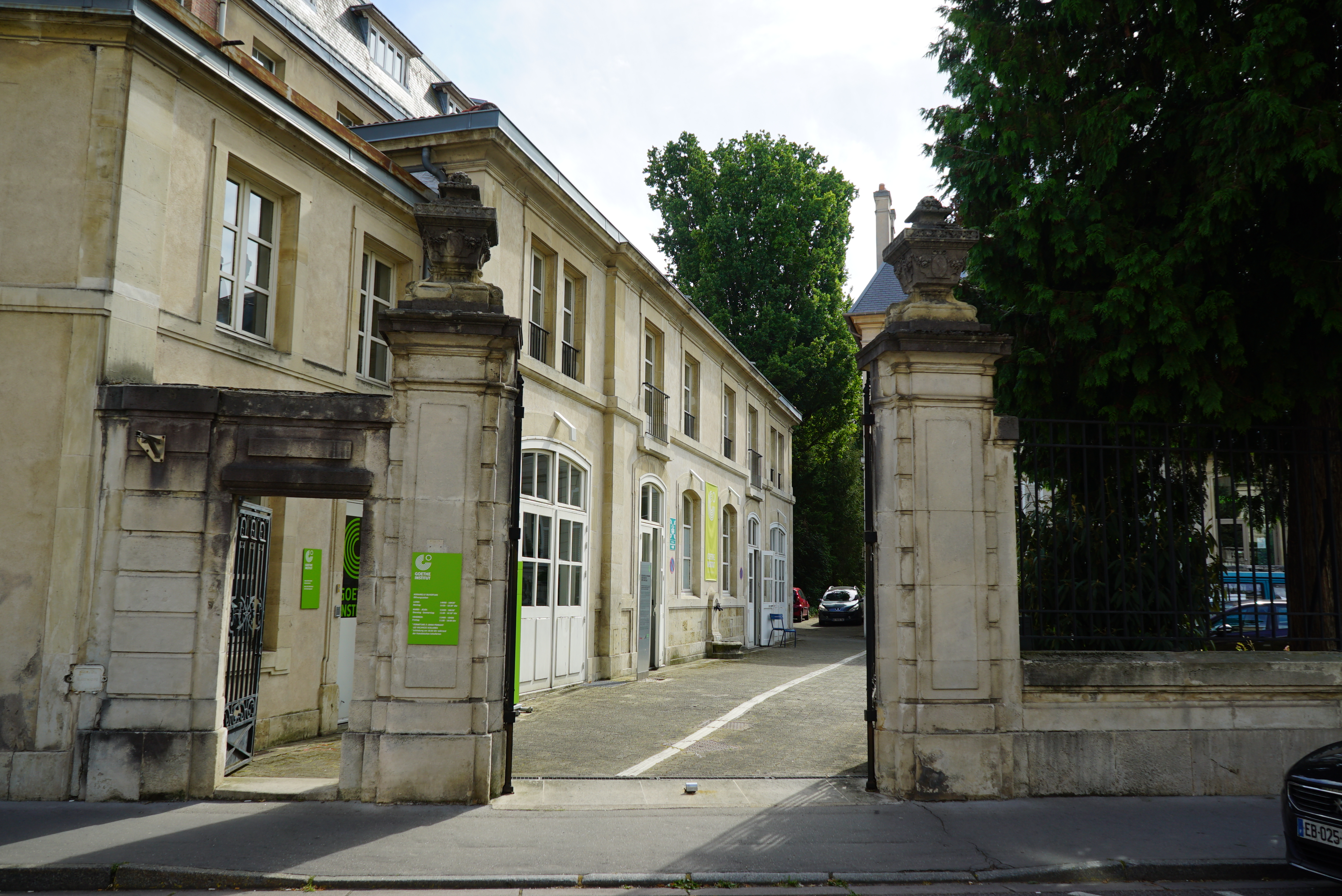
Goethe-Institut de Nancy
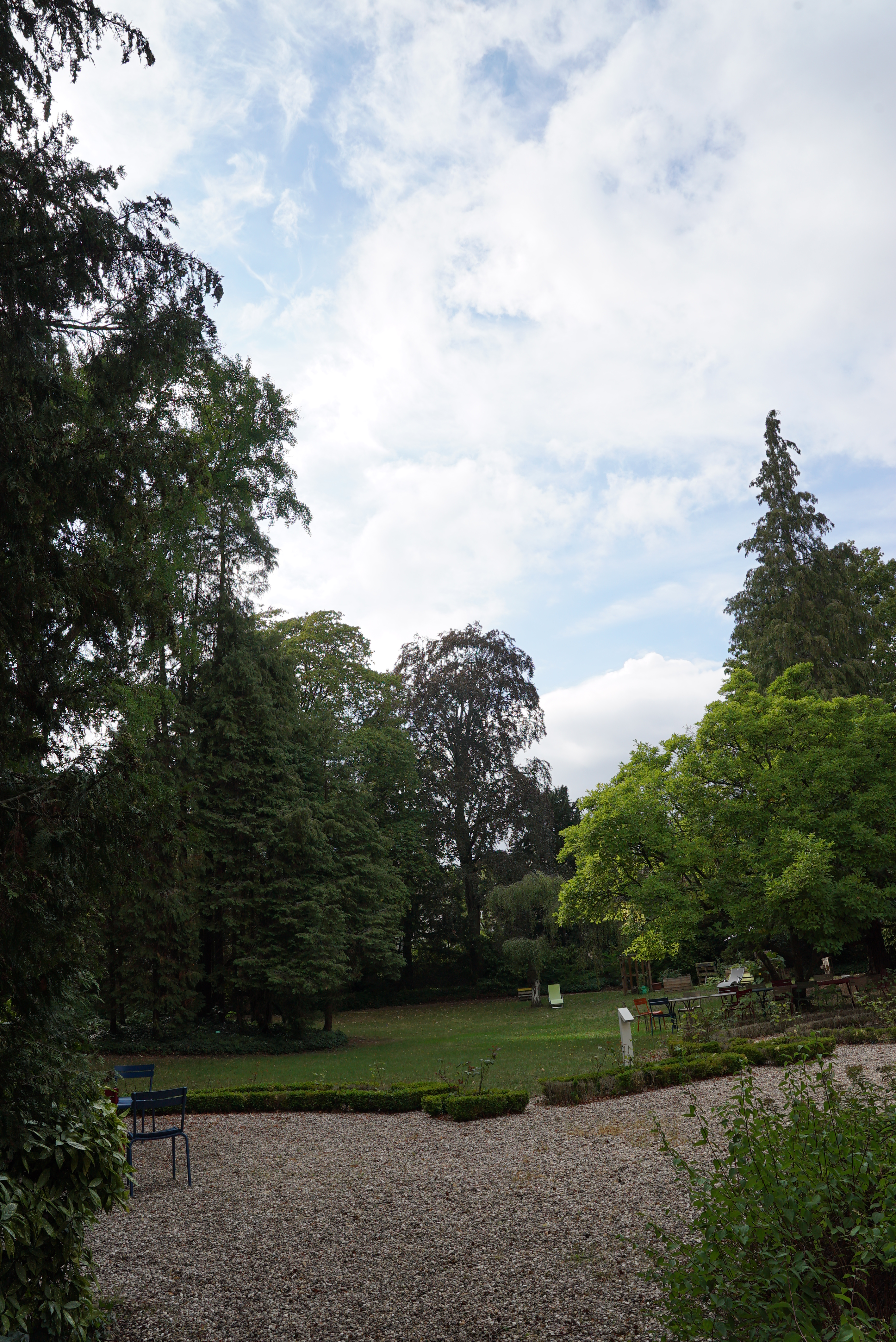
Parc Léon Simon

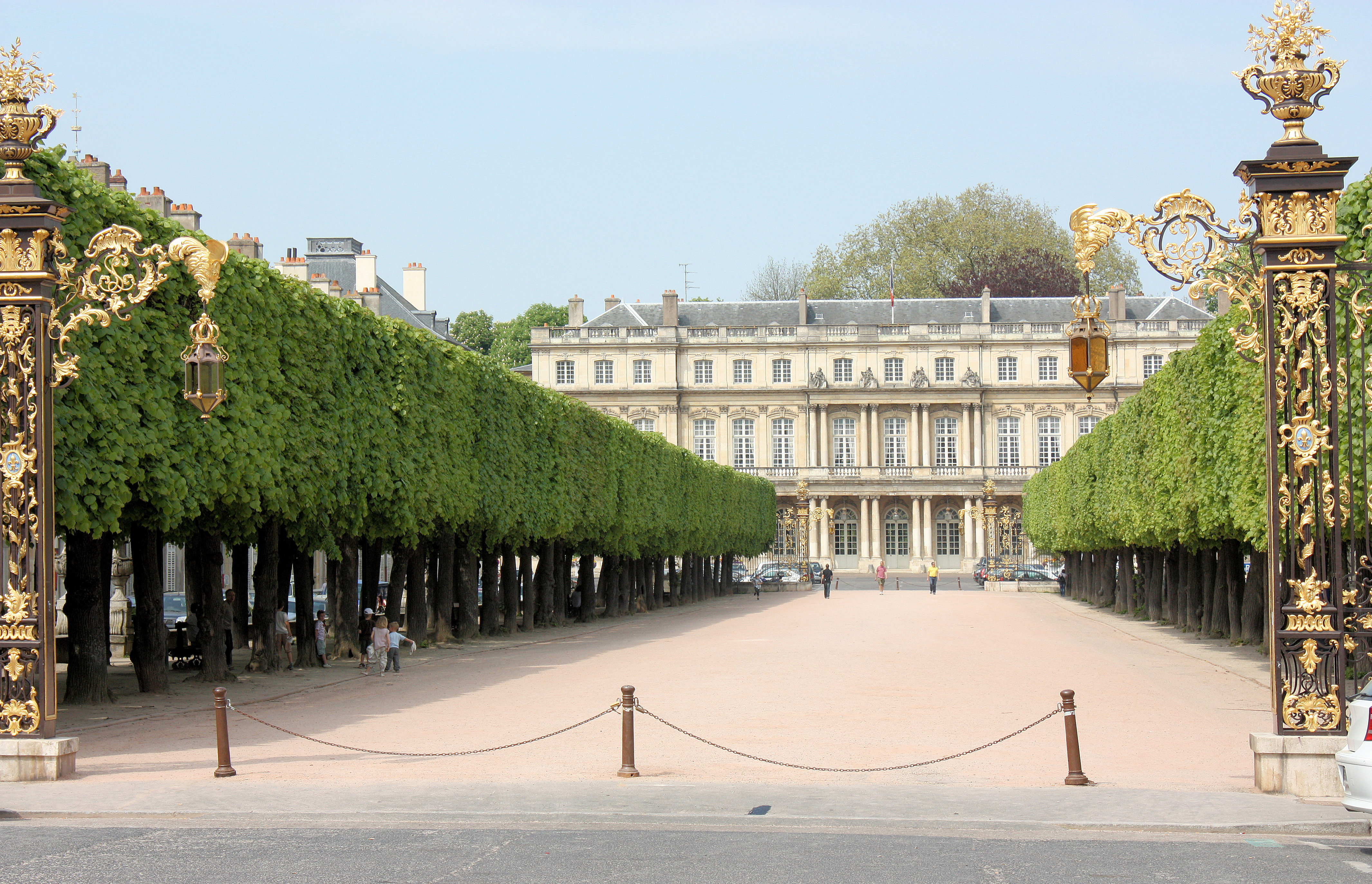
Place de la Carrière
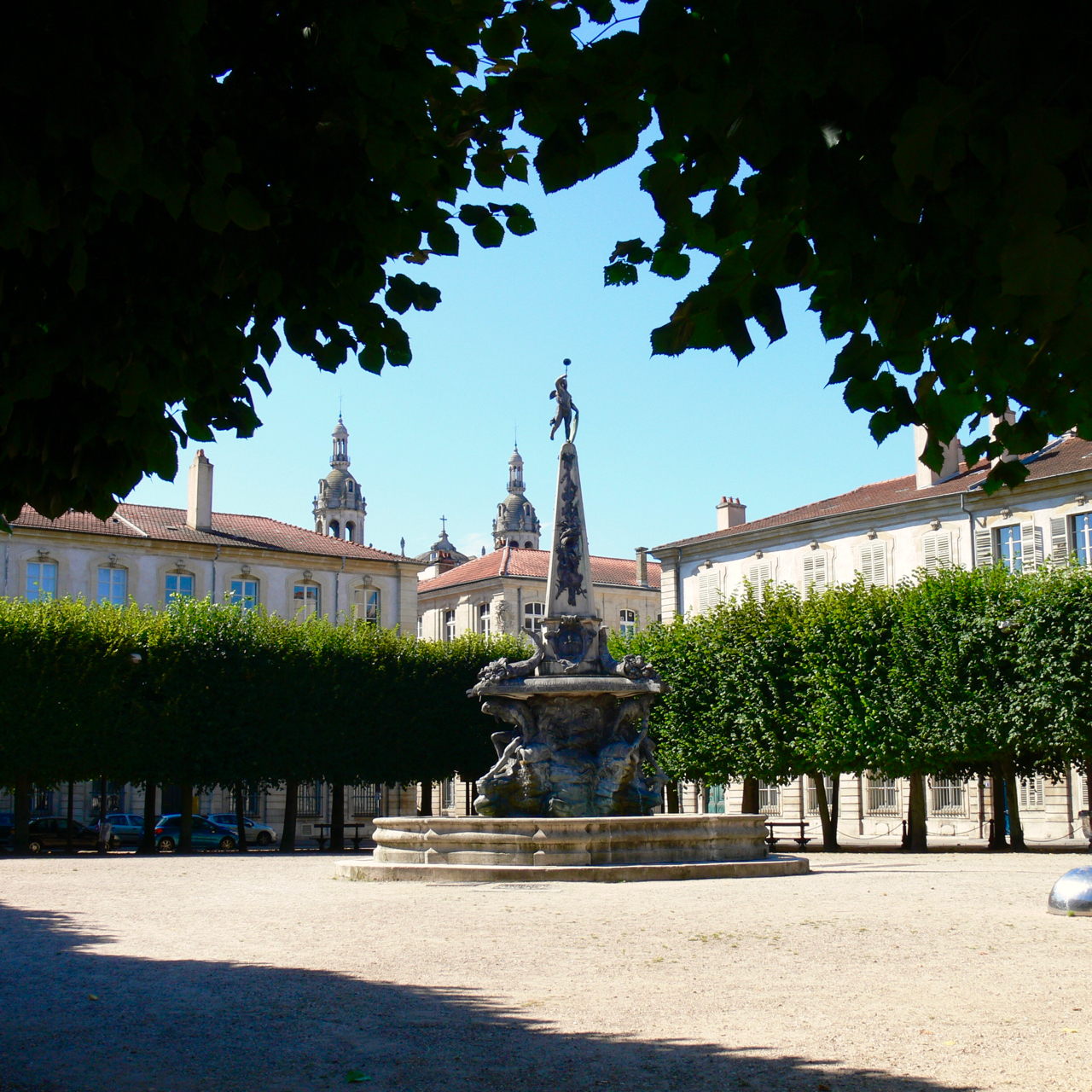
Place d'Alliance
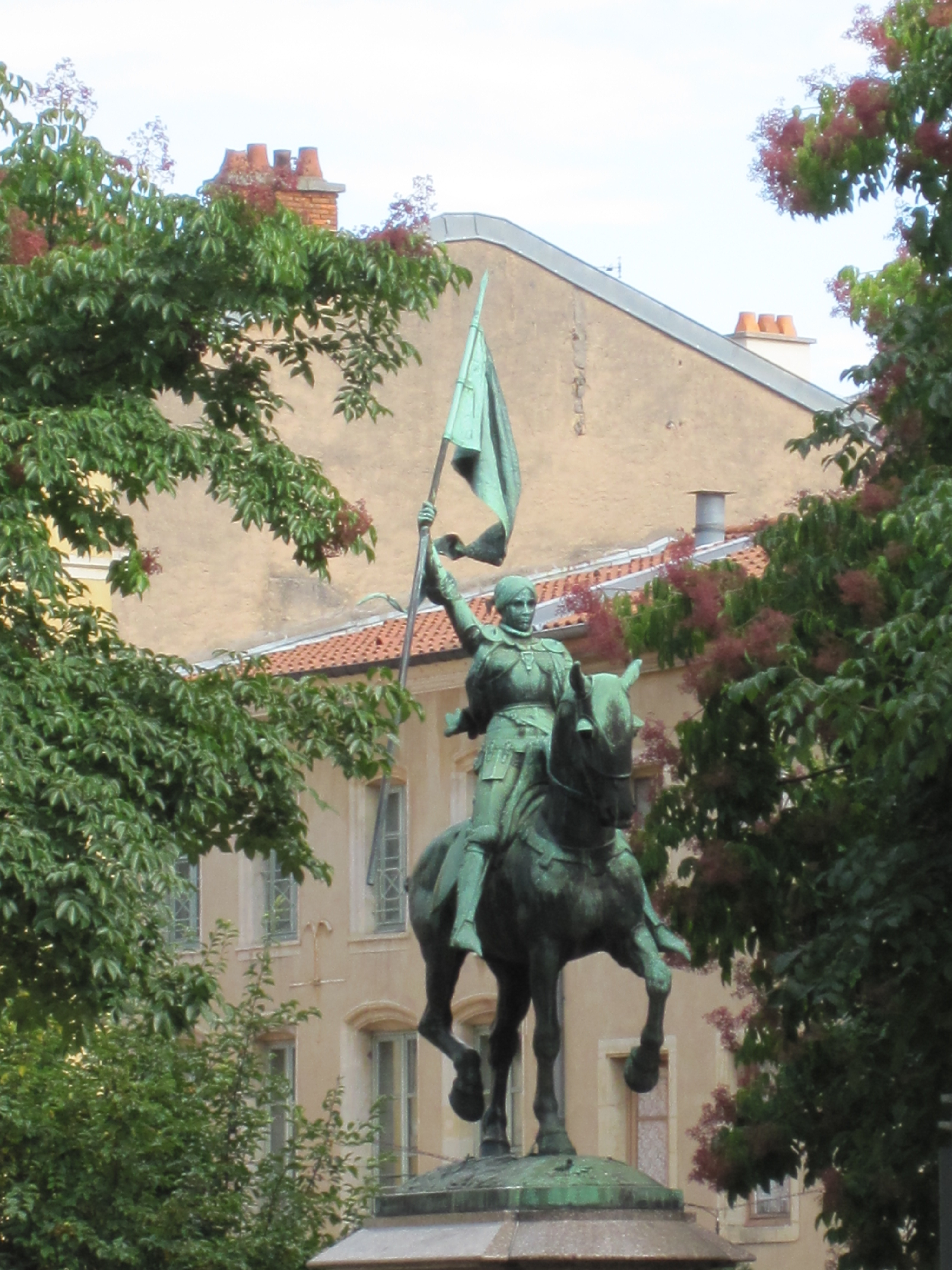
Square Jeanne-d'Arc
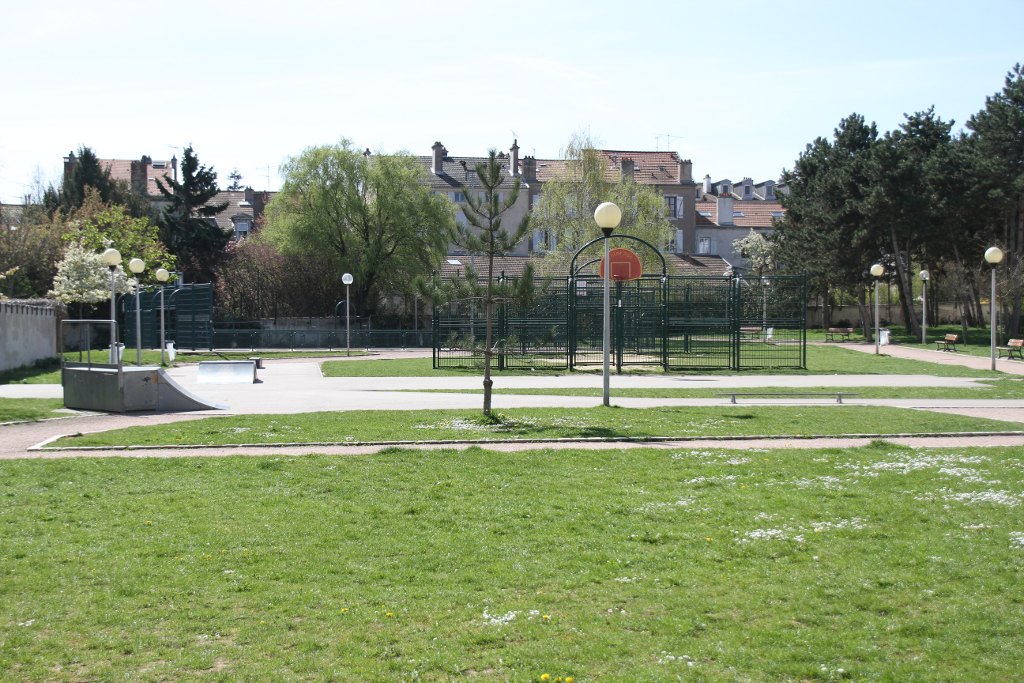
Parc Charles-III

#### Rives de Meurthe
- Jardin d'Eau, entre les allées de la Roselière et du Chanoine Drioton et la Promenade de Kanazawa, le long du canal de la Marne au Rhin. Espace ouvert de 1,7 ha créé par Alexandre Chemetoff, inauguré en juillet 1996. De la rue Henri Bazin à la rue des Tiercelins, les sept bassins de ce jardin d'eau sont aménagés selon un thème végétal spécifique : le canal des Iris, le bassin de la Roselière, le bassin des Typha, le bassin du Miroir d'eau, le bassin du Jet d'eau, le bassin des 100 Fontaines et le bassin des Nymphéas, le plus grand, agrémenté d'une île plantée de cyprès chauves.
- Esplanade du Commandant de Talusne (AdJ). Aménagement paysager en bord de Meurthe ; une terrasse en lames de bois rappelle l'historique Port-aux-Planches qui se tenait à cet endroit. Accès par la rue du Port-aux-Planches.
- Esplanade Cuénot (AdJ, PEP au skatepark, Sa), aménagée de 2015 à 2019 le long de l'avenue Charles-Étienne Collignon, entre le pont de la Concorde et le Centre de rééducation Florentin, desservie par une piste cyclable.
- Parvis Livio Vacchini. Créé en 1996 comme jardin de l'École d'architecture, rebaptisé du nom de son architecte en 2010, d'une superficie de 3 400 m2, alternant pelouses et dalles de béton dans un dessin géométrique.
- Place de Cincinnati, inaugurée en 2013 à l'intersection du boulevard de La Mothe et de la rue de Newcastle[f], sur un dessin d'Alexandre Chemetoff associant pavés, fossés plantés, murets en gabions, secondairement plantée d'arbres et équipée de mobilier urbain. La Fondation des Parcs et Jardins de Cincinnati[f] a fait un don de 5 000 € pour cette place.
- Prairie de la Méchelle, sur une berge de la rive gauche de la Meurthe à l'extrémité de la rue de Newcastle[f], aménagée en espace vert après consolidation et dépollution.

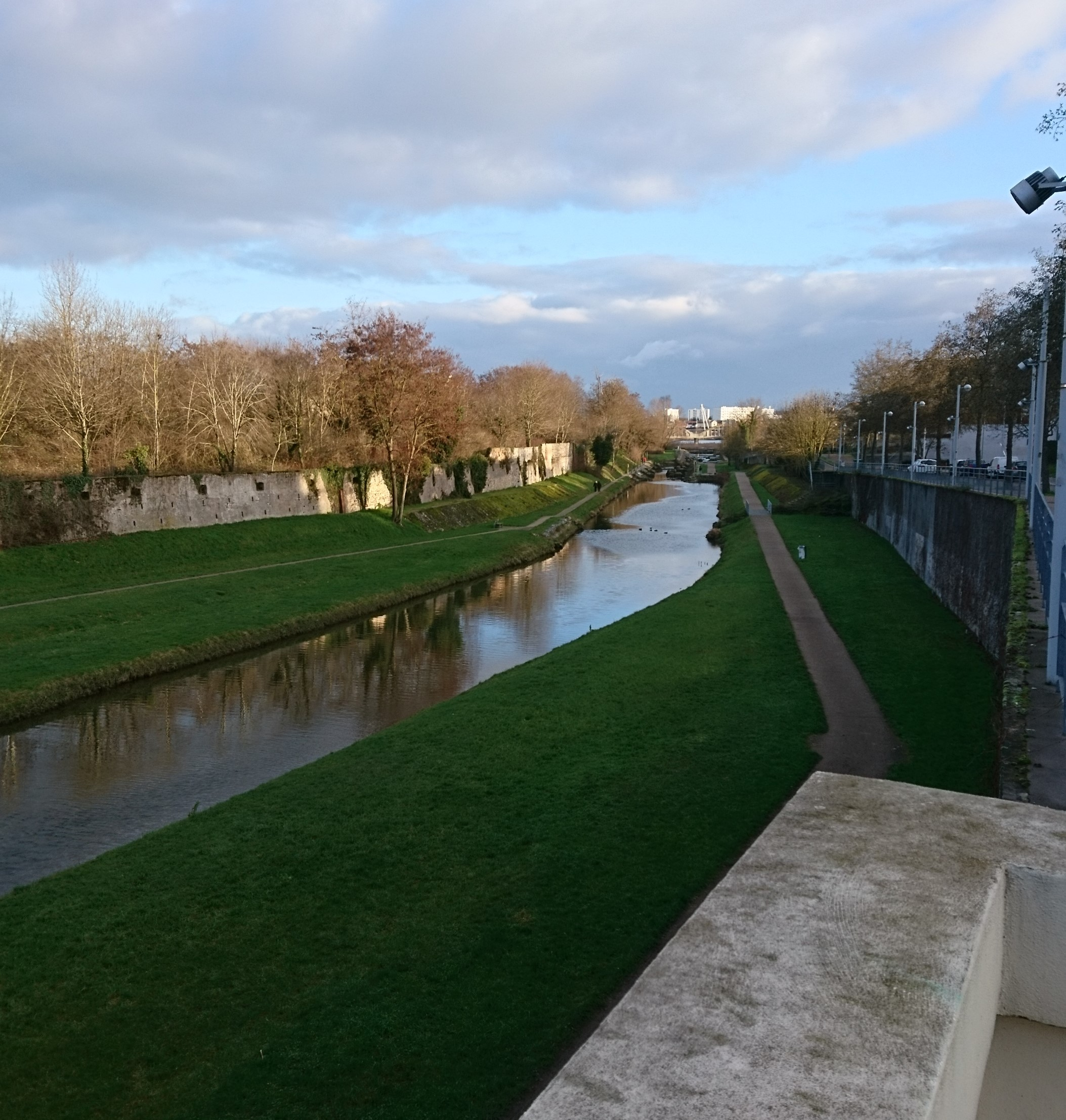
Promenade du Bras Vert

- Promenade du Bras Vert. Le nom “Bras Vert“ est donné à un bras mort de la Meurthe mis en cours d'eau à la fin du XIXe siècle par le creusement en amont d'un canal dit de décharge ; il a été réaménagé en 1994-1996 dans le cadre du plan Meurthe-Canal – Rives de Meurthe, avec, sur ses 9 000 m2, 1 000 arbustes et 80 arbres. Pour piétons et cyclistes.
- Promenade des Canaux, voie de circulation plantée d'arbres longeant deux quadrilatères de verdure, l'un, proche du complexe de restaurants et cinémas Kinepolis, entre la rue du Maréchal Victor duc de Bellune et la rue Georges de La Tour, l'autre entre le boulevard de La Mothe et la promenade Émilie-du-Châtelet.
- Promenade Émilie-du-Châtelet, voie longue de 360 m, aménagée en espace vert arboré et circulation douce sur sa partie nord-est.
- Promenade de Kanazawa (PEP, Sa). Allée piétonne accessible aux cyclistes sur l'ancien chemin de halage du canal de la Marne au Rhin, longeant les bassins du Jardin d'Eau, cinq mini-squares (des Aulnes, des Ptérocaryers, des Ginkgos, des Tulipiers et des Frênes) et une bambouseraie, ainsi que la lanterne Kotoji tôrô offerte par la ville de Kanazawa[f].
- Square Mac-Mahon (AdJ). Espace vert situé entre la Meurthe et la rue Mac-Mahon, accessible au no 102 et par l'impasse Saint-Vincent-de-Paul.

## Autres communes du Grand Nancy
Depuis le 1er juillet 2016, le Grand Nancy a intégré le réseau des métropoles en France. En dehors de Nancy, cette métropole — la plus petite de France en superficie — comprend dix-neuf communes possédant toutes des jardins et des parcs, parfois remarquables, dont certains sont labellisés ou référencés.
- Art-sur-Meurthe : château d'Art-sur-Meurthe.
- Dommartemont : Jardins suspendus.
- Essey-lès-Nancy : parc du Haut-Château[31]; parc Maringer[32].
- Fléville-devant-Nancy : jardin du château de Fléville (JR, cMH, cMTÉ).
- Heillecourt : parc de l'Embanie[33],[34] (OC).
- Houdemont : parc de la Ronchère.
- Jarville-la-Malgrange et Laneuveville-devant-Nancy : parc de Montaigu (cMH, cMTÉ).
- Laneuveville-devant-Nancy : parc Fénal (OC).
- Laxou : parc d'agrément du Champ-le-Bœuf[35]; parc de l'Hôtel de ville[36].
- Ludres : parc de Génobois ; parc Sainte-Thérèse.
- Malzéville : Arboretum de l'Abiétinée (cMTÉ) ; parc de la Douëra (iMH) ; parc de la Cure d'air Trianon[37], privé, ouvert lors des Journées du patrimoine[38].
- Maxéville : parc de la Mairie (ancien Château-Bas) ; parc Léo Lagrange[39] ; parc de la Carrière, sur la partie nord du Haut-du-Lièvre.
- Pulnoy : pas de parc, mais golf public du Grand Nancy sur un terrain de 70 ha.
- Saint-Max et Malzéville : Bois de Libremont[40].
- Saulxures-lès-Nancy : château de Saulxures-lès-Nancy (iMTÉ, iMH) ; parc des Étangs[41],[42],[43] (OC).
- Seichamps : Jardin Roussel[44].
- Tomblaine : parc Georges Brassens[45].
- Vandœuvre-lès-Nancy : parc du Charmois[46] ; parc Richard-Pouille ; parc de la Sapinière[47] (OC) ; parc du Tonneau[48].
- Villers-lès-Nancy : jardin botanique Jean-Marie-Pelt (EJ, JR) ; parc de Brabois[49] (OC) ; parc Madame de Graffigny ; parc de Remicourt (OC).

Parcs et jardins de la Métropole du Grand Nancy
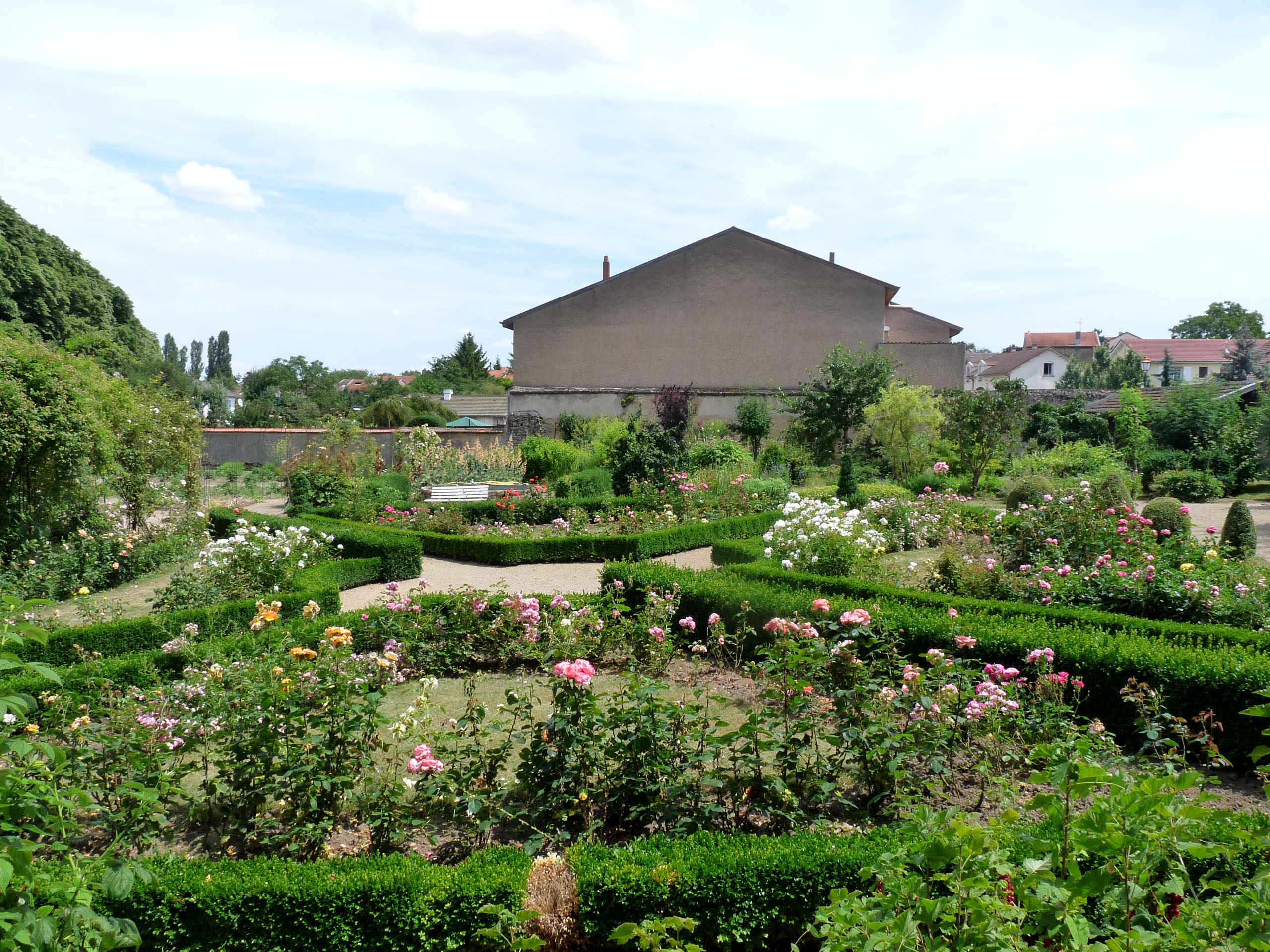
Fléville : la roseraie
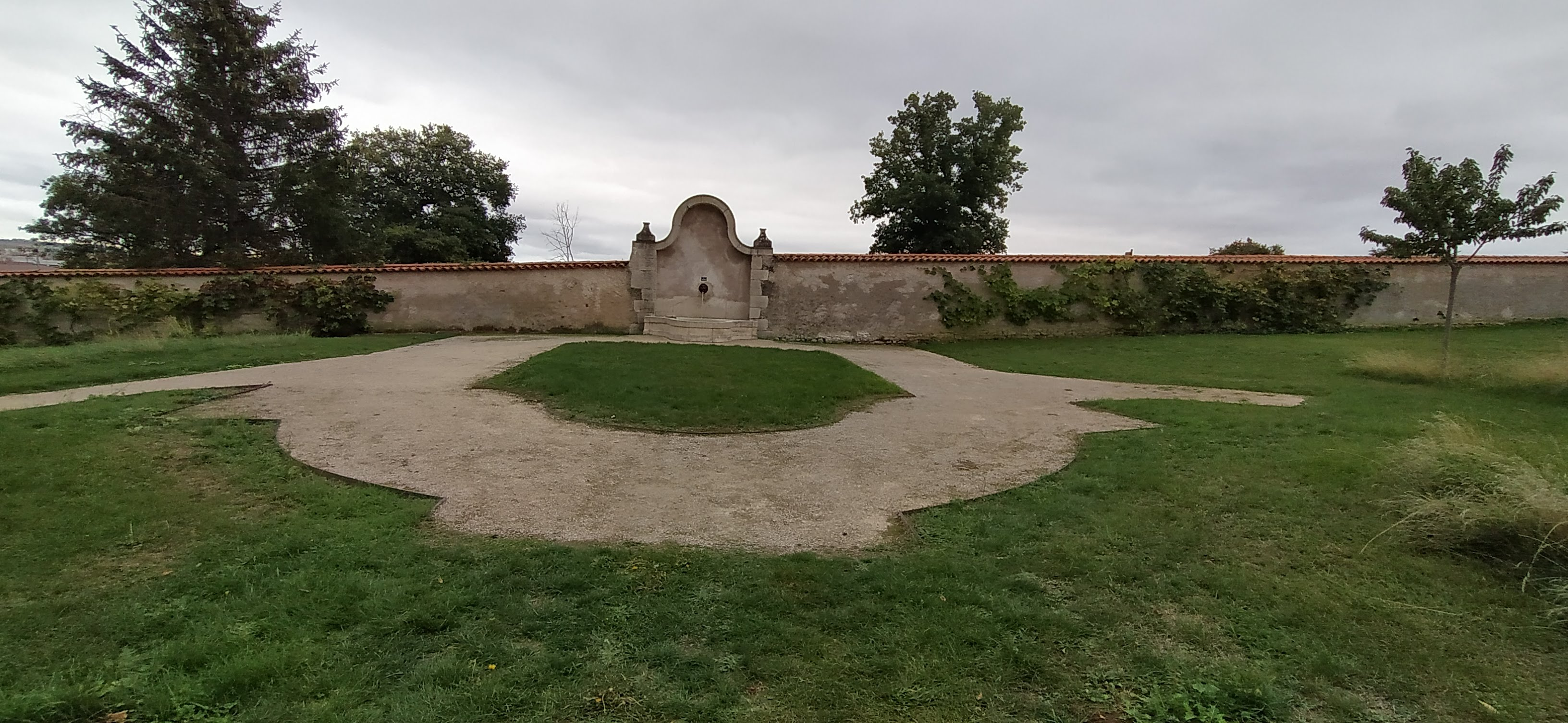
Parc de Montaigu
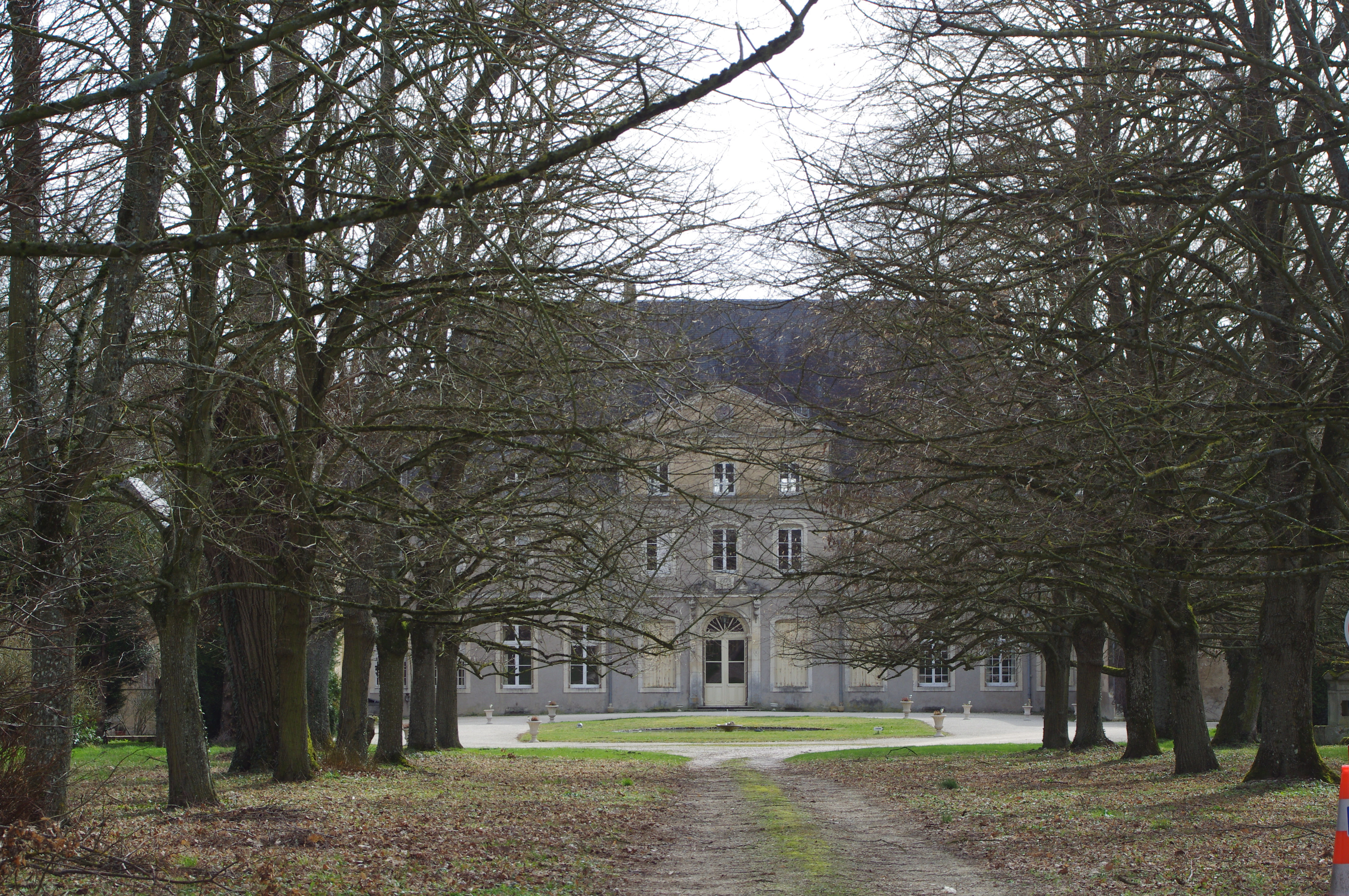
Château de Saulxures-lès-Nancy
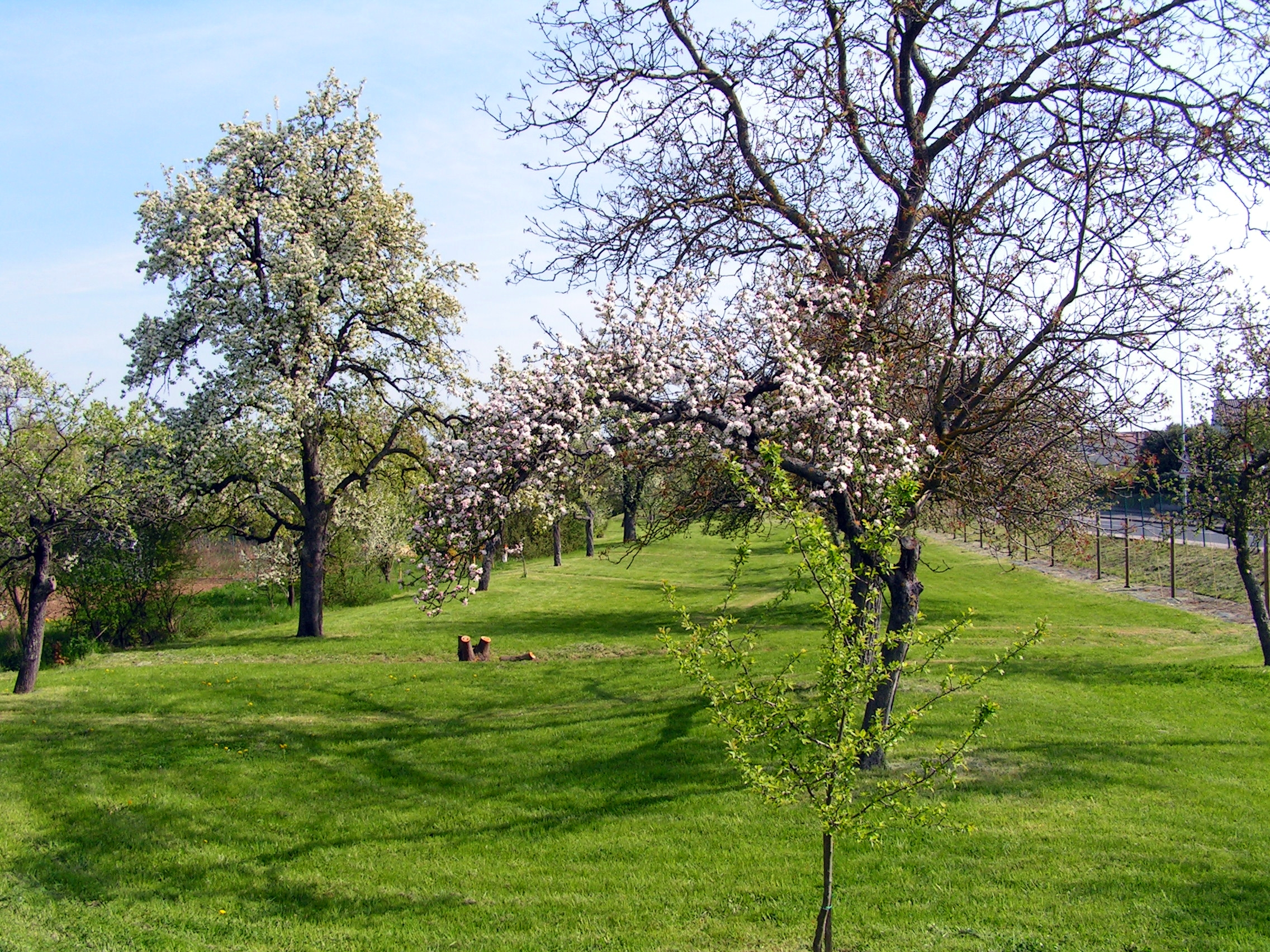
Seichamps : jardin Roussel
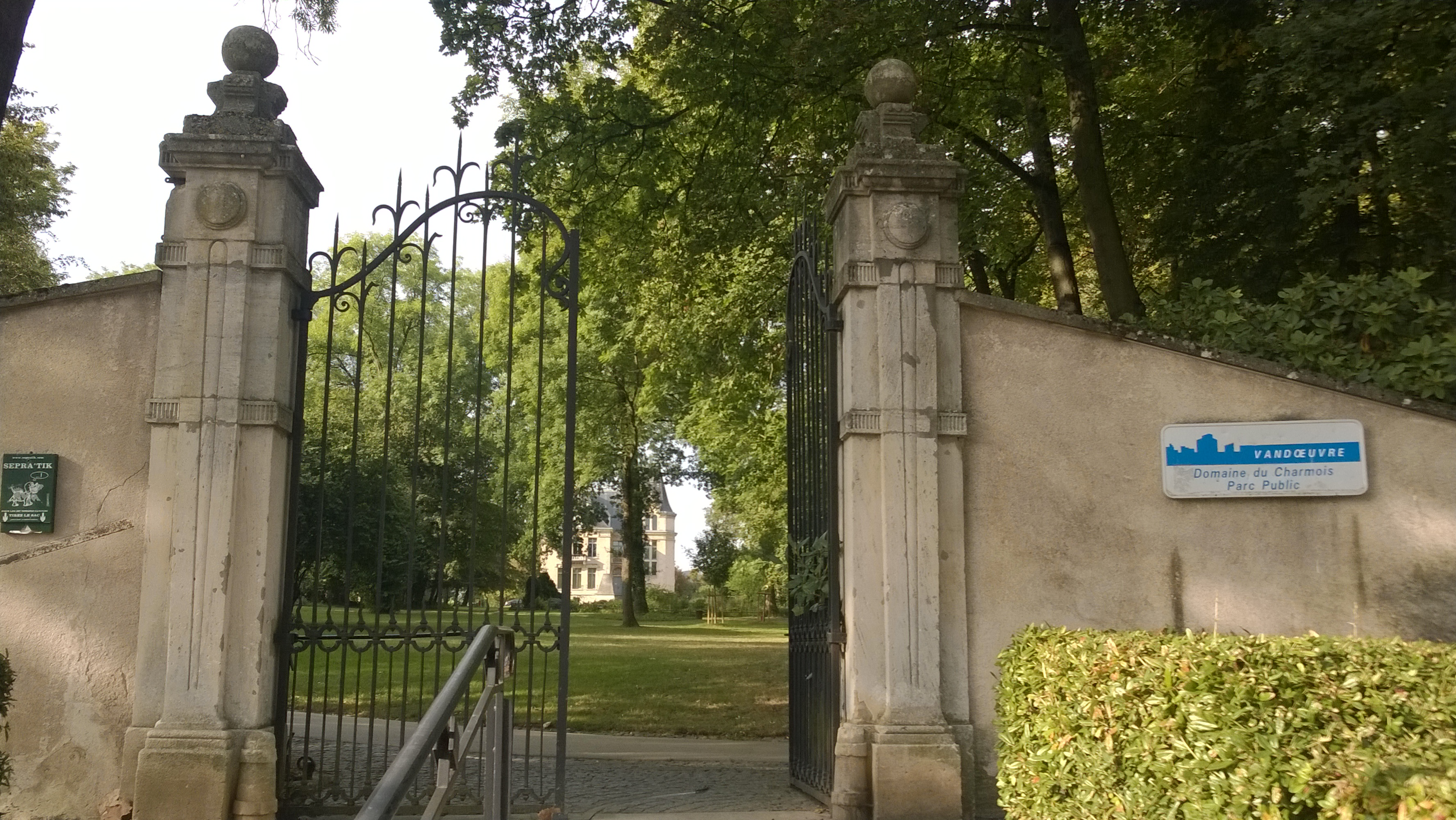
Domaine du Charmois
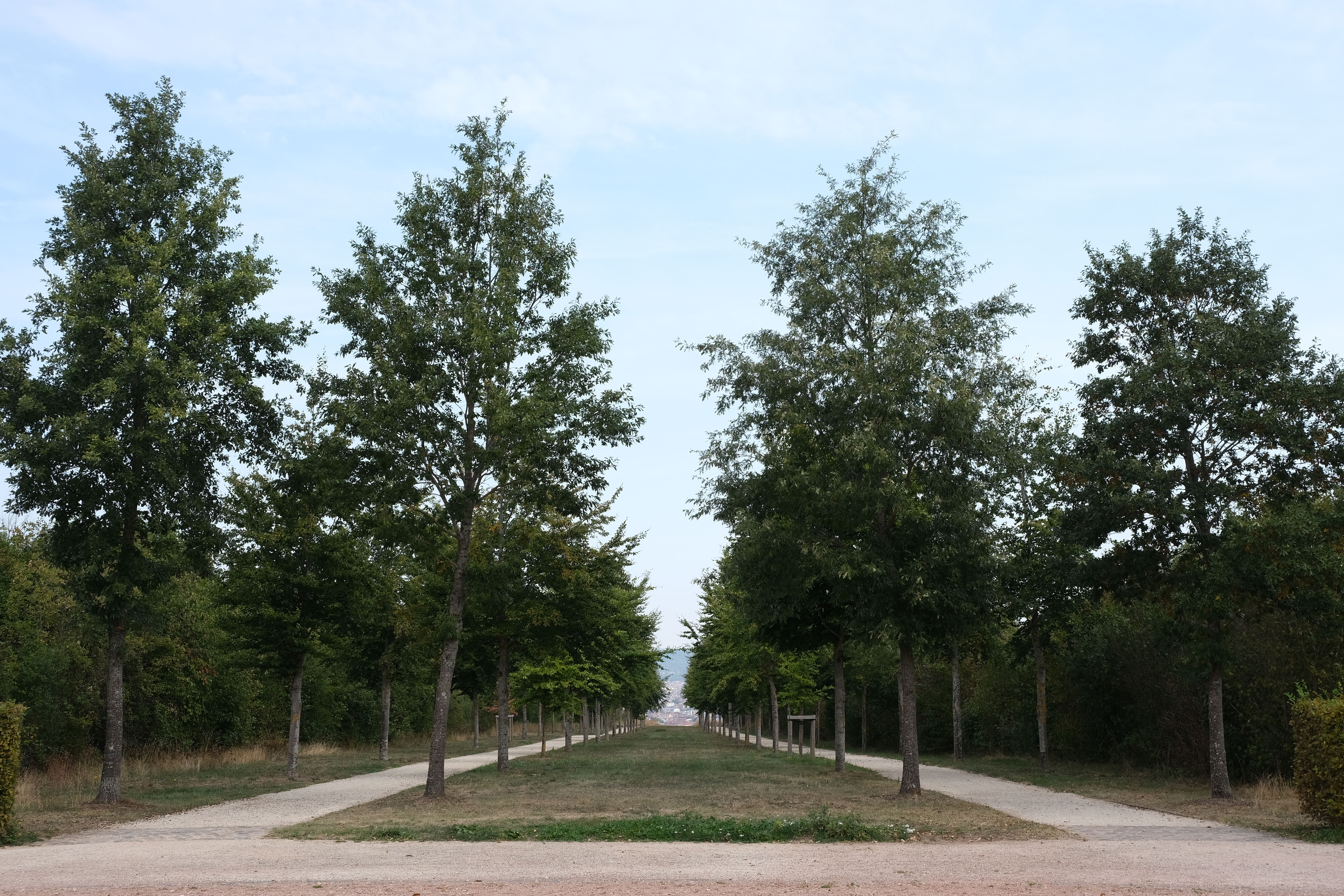
Parc de Brabois
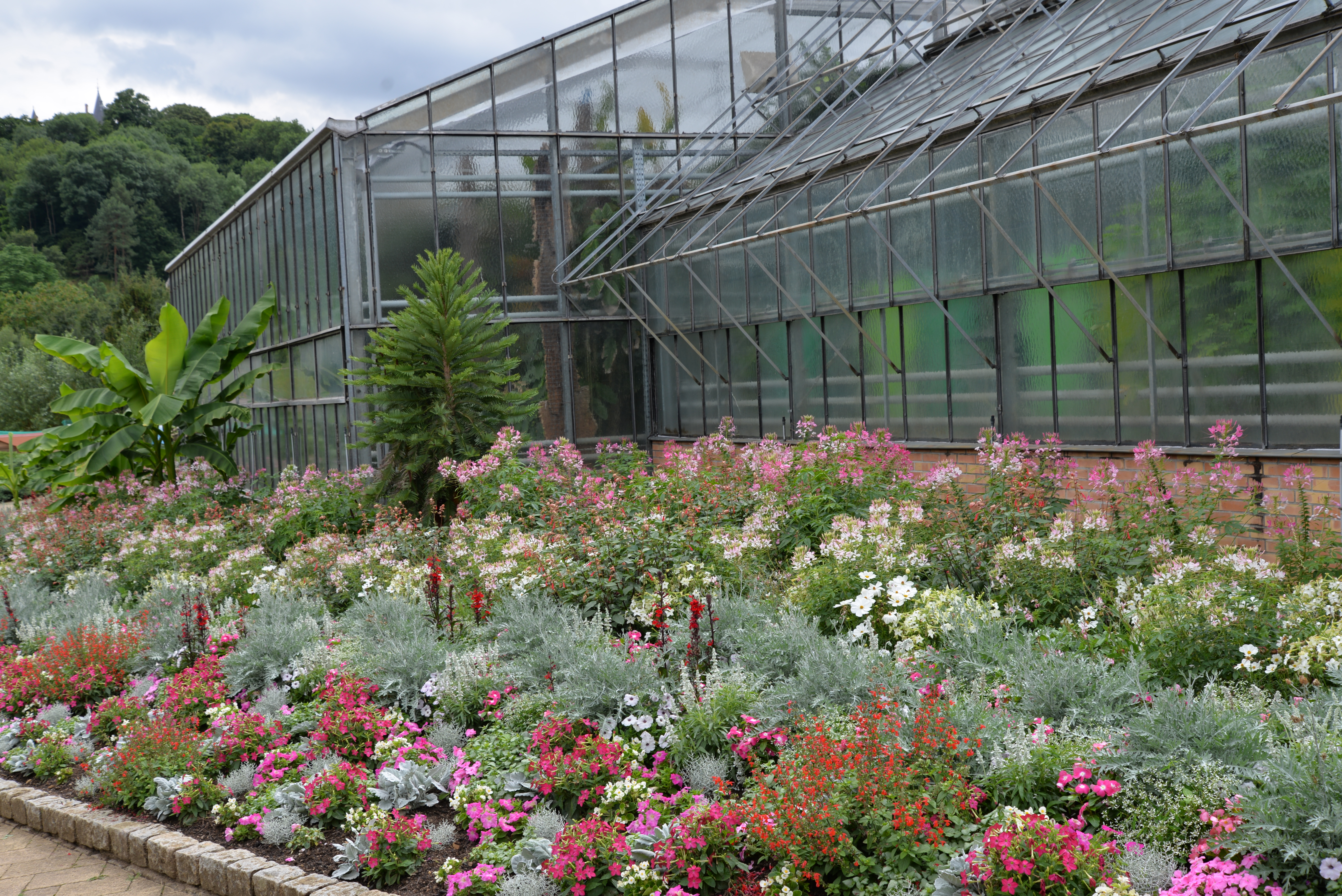
Jardin Jean-Marie Pelt
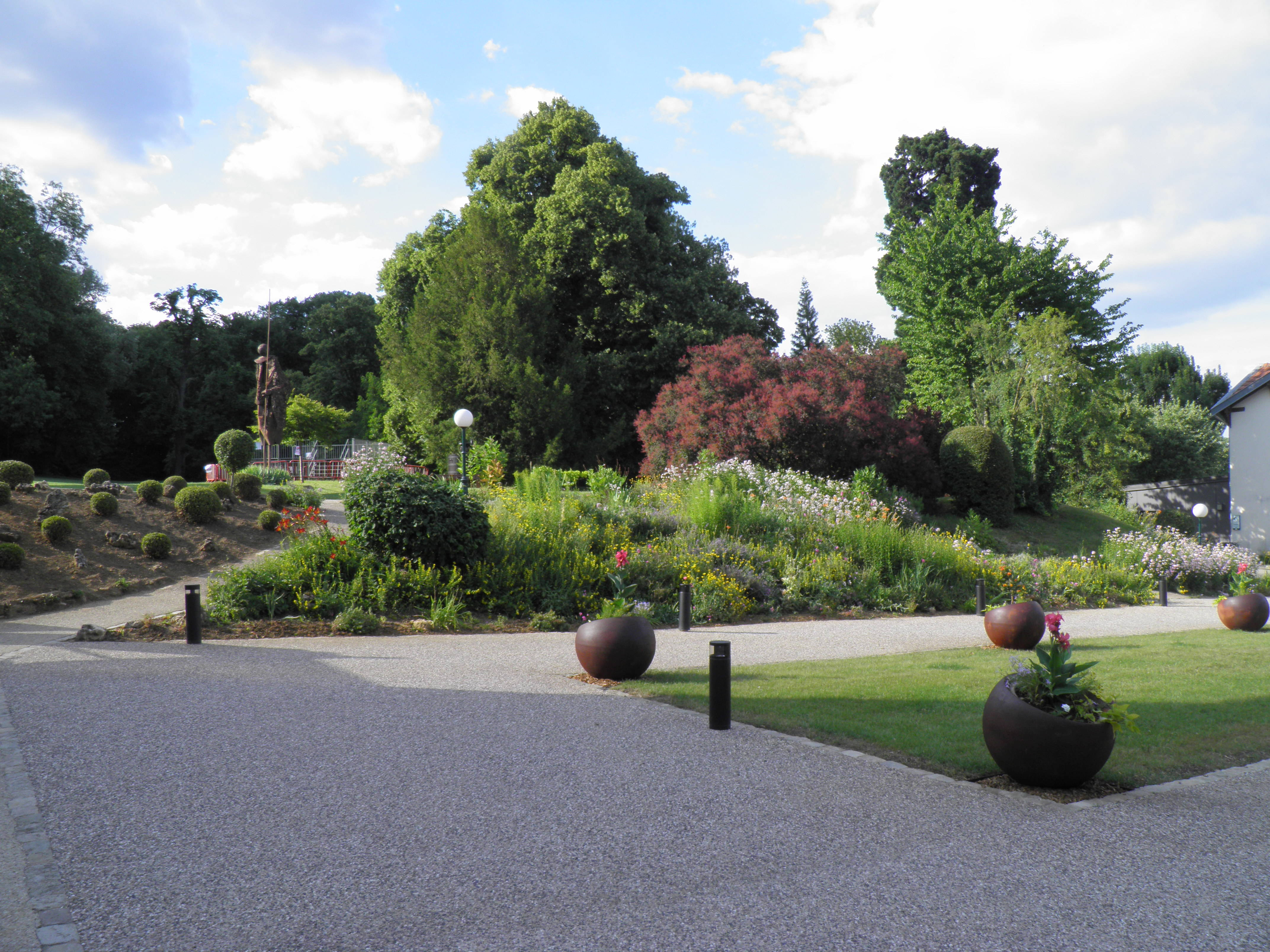
Parc Mme de Graffigny
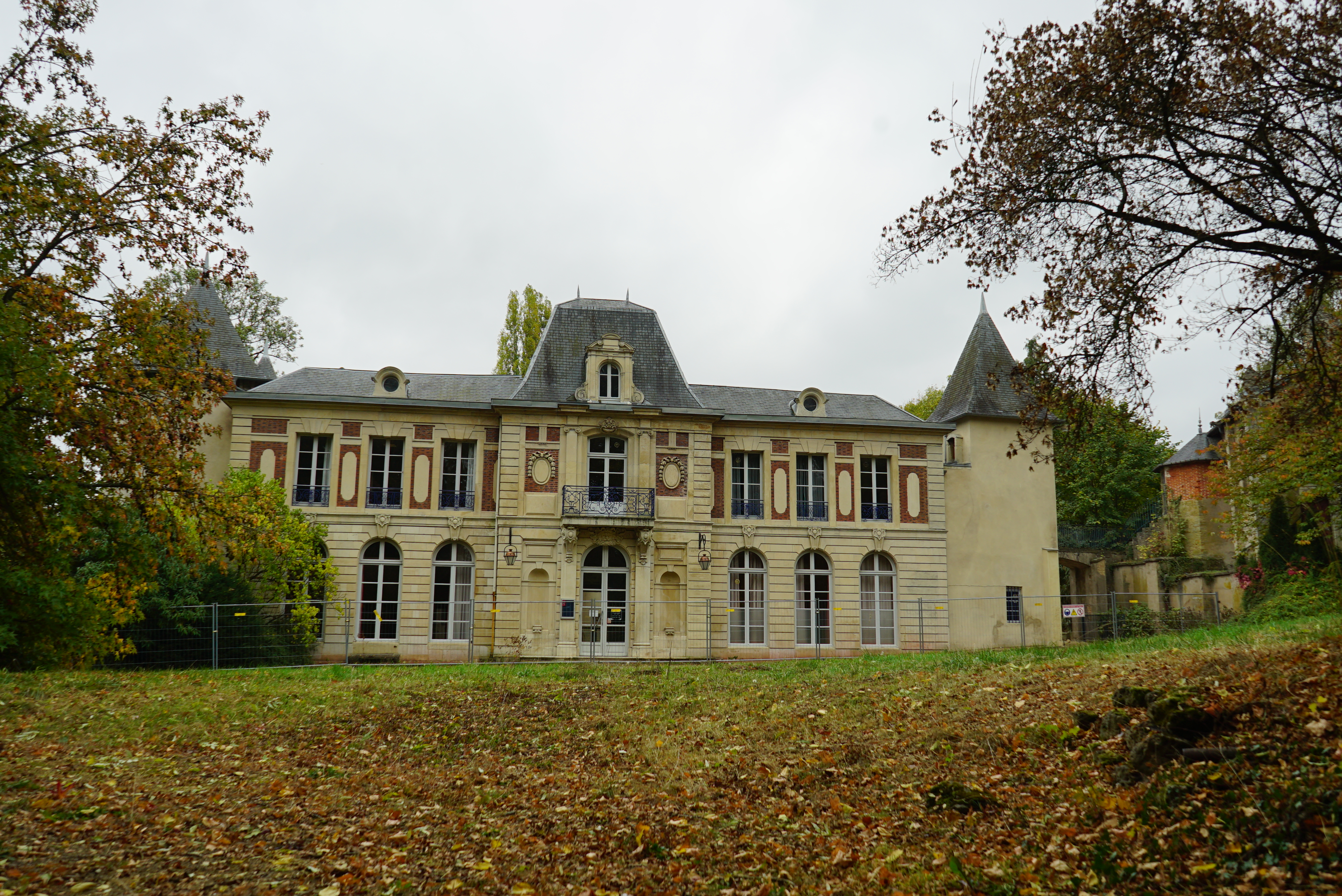
Parc de Remicourt